# Австрійська література

Етнічна карта Австро-Угорщини

Австрійська література (нім. Österreichische Literatur) — це література, що розвивалася переважно на ґрунті південної групи діалектів німецької мови, складова частина австрійської культури.

## Визначення
Поняття «австрійська література» неоднозначне й спірне. Темпоральне і територіальне розмежування її з німецькою нечіткі, особливо в давніх часах. У широкому розумінні це переважно німецькомовна література, представники якої тісно пов'язані з Австрією — походженням, громадянством, місцем проживання, тематикою творів. У вузькому розумінні — література, яку від 1918 року, тобто від часу розпаду Австро-Угорщини — творили і творять громадяни новітньої Австрії німецькою та словенською (як-от Флор'ян Ліпуш і Мая Гадерлап) мовами. Більшість сучасних літературознавців вважає, що ця література як така виділилась із загальнонімецької на початку XIX століття, коли розпалася Священна Римська Імперія й утворилася Австрійська Імперія.
Деякі авторитети вважали австрійську літературу складовою частиною німецької. Австрійський письменник Гуґо фон Гофманнсталь взагалі не визнавав поняття «австрійська література» як такого:
| Зрештою, як мені здається, всі міркування заполітизованого характеру, в яких ідеться про феномен Австрії, неминуче зводяться до фікції — австрійської музики й австрійської літератури, яких попросту немає. Є тільки німецька музика й німецька література, до яких належать твори австрійських авторів. Тож ці поняття мають стосуватися тільки загалом узятої німецької нації — таким способом, як колись її представляла Священна Римська імперія...[2] Оригінальний текст (нім.) Denn darauf scheinen mir letztlich alle Betrachtungen überpolitischer Art, welche sich mit dem Phänomen Österreich beschäftigen, hinauslaufen zu müssen: die Fiktion einer österreichischen Musik, einer österreichischen Literatur — alles das gibt es nicht, es gibt nur eine deutsche Musik und eine deutsche Literatur, und in dieser die von Österreichern hervorgebrachten Werke. Denn diese Begriffe haben nur mit der gesamten deutschen Nation zu tun, wie sie einst im Heiligen Römischen Reich repräsentiert war... |
У статті «Чи існує австрійська література?» Дмитро Затонський ствердив:

| Австрійська література існувала, австрійська література існує. Це своєрідний, специфічний культурний регіон – повний суперечностей, але ж ніяк не позбавлений значимості. І він не поглинається літературою німецькою, не розчиняється в ній[3]. |
Відомі фахівці Герберт Цеман і Фріц Петер Кнапп, опублікувавши семитомну «Історію австрійської літератури», тим самим датували її виникнення серединою VIII століття.
У радянському літературознавстві офіційний погляд на австрійську літературу змінювався. У 1930-х роках літературознавці Розалія Шор, Борис Пурішев, А. Лаврецький (Йосип Френкель) і А. Запровська вважають її складовою частиною німецької літератури, а після Другої світової війни Серафима Шлапоберська і Н. Б. Веселовська висловлюють думку про її окремішність і подають XI—XII століття як час виникнення австрійської літератури.
За Юрієм Архиповим (1987 рік), австрійська література остаточно відділилася від німецької на зламі XVI і XVII століть, а перед тим відрізнялася від неї тільки місцевим колоритом.
Літературознавець Венделін Шмідт-Денґлер зауважив про відмінність австрійської літератури від загальнонімецької:

| Безумовно, австрійську літературу творять здебільшого по-німецькому, але через історичні та соціальні умови вона підпорядковується зовсім іншим законам, зокрема в царині чистої форми і змісту[8]. Оригінальний текст (нім.) Die Literatur aus Österreich ist gewiß zum überwiegenden Teil in deutscher Sprache abgefaßt, aber sie gehorcht auf Grund der historischen und gesellschaftlichen Rahmenbedingungen ganz anderen Gesetzen, auch im Bereich der reinen Form und des Inhalts. |
Через політичні та соціально-культурні умови поставали відмінності австрійської літератури від інших німецькомовних. Авторитарне правління імператорів, великий вплив католицизму як державної релігії, незначні наслідки Реформації, ефективна діяльність бюрократичного апарату та цензури — все це сприяло ізольованості від решти німецьких держав.
Істотним чинником була цензура. Контролюючи зміст белетристичних творів чи сценічних постановок, вона тим самим впливала на вибір тематики авторів. Засуджувалися всі спроби, навіть ненавмисні, зобразити династію Габсбурґів у поганому світлі. Наприклад, Франц Ґрілльпарцер, один із найзначніших австрійських письменників XIX століття, через великі проблеми з цензурою мусив у розквіті творчості припинити літературну діяльність.
На розвиток австрійської літератури і на її особливості суттєво вплинула багатонаціональність у державі. Німецькомовні австрійці жили поряд із боснійцями, італійцями, поляками, румунами, словаками, словенцями, угорцями, українцями, хорватами й чехами. Особливості відображалися, зокрема, в тематиці й мовній забарвленості творів, написаних чи то літературною німецькою, чи то одним із баварських діалектів (Ганс Карл Артманн, Ернст Яндль і Йоганн Нестрой).
Усі ці фактори зумовили деякі досить значні відмінності між німецькою та австрійською літературою. Австрійським авторам, порівняно з німецькими, доводилося послуговуватись іншим арсеналом літературних засобів. Описуючи світ і дійсність, вони частіше вдавалися до езопівської мови, до історичного й магічного антуражу, охочіше впроваджували елементи фантастичного, нереального й казкового. Численні видатні австрійські автори були далекі від засад реалізму, як-от Ґустав Майрінк, Альфред Кубін, Франц Кафка, Гуґо фон Гофмансталь, Фріц фон Герцмановскі-Орландо (1877—1954), Петер Марґінгтер (1934—2008) і Герберт Розендорфер (1934—2012).

## Передісторія

### Раннє середньовіччя (близько 750—1170)

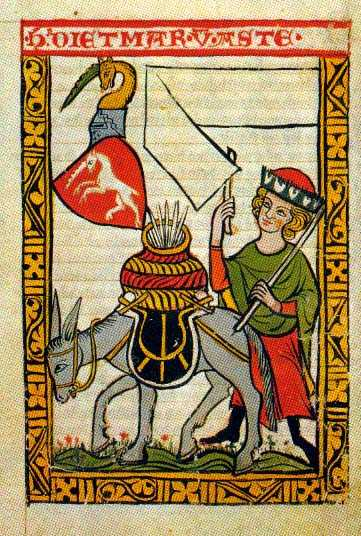
Дітмар фон Айст. Ілюстрація з Вайнгартенського рукопису, датованого орієнтовно 1310—1320 роком.

У ранньому середньовіччі поезія була майже цілковито усною. З цієї причини втрачено її значний пласт. Освіта і культура розвивалися переважно в монастирях, тому більшість рукописів, що дійшли до наших днів, має релігійне призначення. Різні джерела вказують на те, що в той час набули поширення жанри, призначені передавати історичні традиції (героїчні, розповідні й величальні пісні), а також лірично-фольклорні жанри (танцювальні та любовні пісні, жалобні плачі й заклинання).
Можна ствердити, що перші паростки німецькомовної літератури з'явились у часи правління Каролінґів. Ці переважно перекладені з латини зрозумілою простим людям мовою тексти були фактично молитвами у поетичній формі, зверненими, зокрема, й до Діви Марії, які мали на меті покаяння, спасіння та зцілення душі. Такі твори успішно розвивалися й поширювались у часи Саксонської та на початку Салічної династій.
Окремі твори, часто дуже різнорідні, поміщено в так званих збірних манускриптах. Найстаріший із відомих — це «Віденське благословення псів» (кінець IX — початок X століття). До таких збірок належать «Старонімецький генезис» (кінець XII століття) і «Мілльштаттівський рукопис» (близько 1200 року).
Автори більшості давніх текстів невідомі. Відомо, що, за переказами, на території сучасної Австрії творила німецькою мовою на релігійну тематику (духовні вірші «Життя Христа», «Антихрист» і «Страшний суд») найстарша із цих знаних авторів — Ава (* близько 1060 — † 7 лютого 1127). До них належав Кюренберґ (середина XII століття) — один із перших представників мінезангу. Правдоподібно, що це був нижньоавстрійський лицар, який походив із області нинішнього Лінца. Це також мінезингер Дітмар фон Айст, що жив у XII столітті, і Гейнріх фон Мельк (друга половина XII століття) — ймовірно, чернець монастиря в Мельку. Його сатирично забарвлені твори, як-от вірші «Про життя духовенства» і «Нагадування про смерть» стали вершиною аскетичної літератури того часу.

### Високе й пізнє середньовіччя (1170—1500)

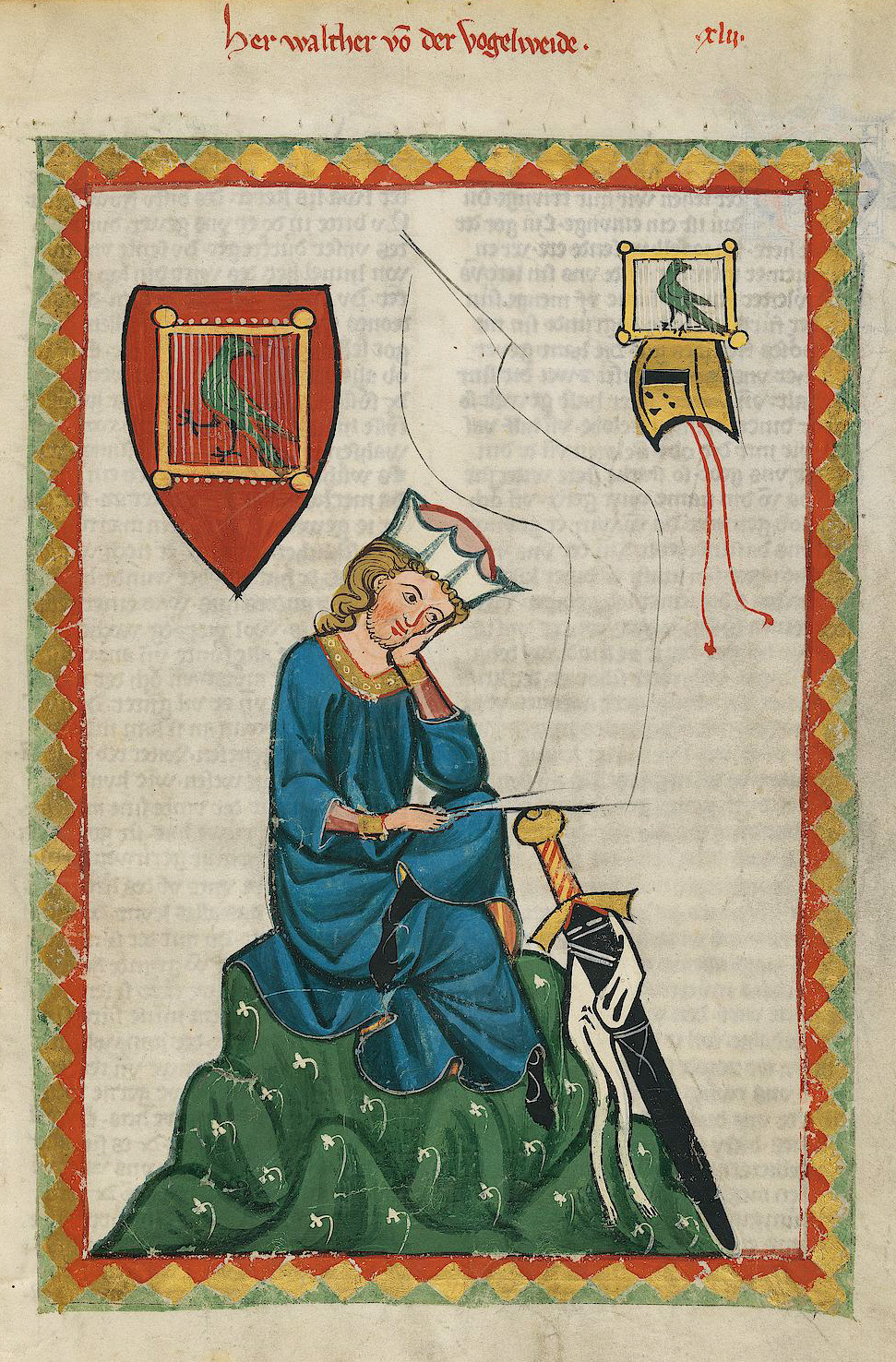
Вальтер фон дер Фоґельвейде. Ілюстрація з Манесського кодексу. Близько 1300 року.

Упродовж десятиліть після 1150 року тривав золотий період німецькомовного красного письменства. У маєтках феодальної знаті вдосконалювалася й поширювалася так звана придворна література за романським зразком. У поезії розвивалися мінезанг і шпрух. При віденському дворі Бабенберґів творили Рейнмар фон Гаґенау, який надавав народних пісенних форм лицарському культу прекрасної дами, і Вальтер фон дер Фоґельвейде. Той, зокрема, писав шпрухи, що викривали папство, а на початку XIII століття досяг вершини в мінезангу. На відміну від цього жанру, в Австрії погано приживався мейстерзанг. На французький зразок (Кретьєн де Труа) у середньоверхньонімецькій поезії постають численні придворні епоси, зокрема анонімна епічна поема «Пісня про Нібелунгів». Як вважається, її створено на території між Пассау і Віднем.
У жанрі лицарського роману, не дуже поширеного в Австрії, творили Генріх фон дем Тюрлін («Плащ» і «Корона» — за мотивами Артуріани) і Генріх фон Фрейберґ, що дописав незакінчений роман «Трістан» Ґотфріда Страсбурзького. «Вільгельм із Австрії» Йоганна фон Вюрцбурґа (1314) — любовно-авантюрний роман. На тлі боротьби за австрійський престол постає австрійська історіографія: перші історичні хроніки датовано серединою XIII століття («Княжа книга Австрії») и XIV століттям («Австрійська хроніка» у віршах, «Хроніка 95 володарів»).
Одним із перших представників бюргерської сатиричної літератури у XIII столітті став Штрікер. Він писав шванки, головний герой яких піп Аміс — крутій і пройдисвіт. Початком XIV століття датовано шванки про попа Каленберґа. У цьому ж столітті Генріх Тейхнер своїми байками та шпрухами висміював аристократів і співчував простим людям.
Основу середньовічної австрійської літератури також становлять театралізовані постановки — духовні і світські. Інсценізації Страстей Христових, масничні вистави та інші різноманітні містерії були особливо поширені в альпійських долинах. Ця традиція розвивалась і в часах бароко. На початку XIV століття лицедії ставлять сцени побутового змісту. Набирає популярности віршована комедія, героєм якої виступає поет Нейдгарт фон Роєнталь, а в XV столітті — анонімні комедії «Про недобрих жінок» і «Арістотель». У ці часи Йоганн фон Тепль написав драматичний діалог «Орач і смерть».
До видатних літераторів цього періоду належать, зокрема:
- Нейдгарт фон Роєнталь (перша половина XIII століття) творив, зокрема, й при дворі Фрідріха Другого. Один із найуспішніших тодішніх авторів пісень, творець жанру так званої сільської придворної поезії. У своїх творах він критично зображав селянське середовище, співчував обманутим дівчатам і засуджував зрадливих парубків.
- Бургграф фон Лінц (XIII століття) походив із каринтійської шляхти. Автор двох побутових пісень, що містяться у Манесському кодексі.
- Янс дер Енікель був віденський патрицій, поет і літописець кінця XIII століття (помер після 1302 року), відомий «Світовою хронікою» (Weltchronik), тобто історією всього світу, яка складається з близько 30 000 римованих строф середньоверхньонімецькою мовою.
- Вернер Садівник (друга половина XIII століття). Писав байки, сатиричні й побутові вірші. Створив віршовану повість «Селянин Гельмбрехт» (Meier Helmbrecht) — перший соціально-критичний твір про село. Це забарвлена релігійно-моралізаторським відтінком оповідь про молодого селянина, який, захотівши стати лицарем, приєднався до лицарів-розбійників і зазнав великого лиха.
- Фрейданк (Фріданк) — ймовірно, вихідець із міщанського середовища, уродженець Швабії або Тиролю. Народився в кінці XII століття. Написав збірку дидактичних шпрухів. У 1228—1229 був учасник хрестового походу Фрідріха Другого. Правдоподібно, помер 1233 року в Кайсгеймі, повертаючись із Венеції.
- Брат Вернер перебував у 1225—1250 роках головно в Австрії й служив австрійським можновладцям. Мав зв'язок із віденським королівським двором. Писав шпрухи, позначені впливом Вальтера фон дер Фоґельвейде.
- Гейнріх фон дем Тюрлін, поет баварсько-австрійського походження, відомий як автор автор епосу Diu Crône («Корона», близько 1230 року).
- Ульріх фон Ліхтенштейн (* близько 1200 — † 26 січня 1275), мінезингер і поет. Написав першу відому німецькомовну автобіографію, а також дидактичну «Жіночу книжку» (Der vrouwen puoch). Від першої особи описав службу шляхетній дамі й подав своє життя як зразок такого лицарського служіння.
- Освальд фон Волькенштейн (* близько 1377 — † 2 серпня 1445) — ймовірно, походив із Південного Тиролю. Творив напередодні епохи Відродження. Його пісні автобіографічні. Збереглися написані на їх текст оригінальні мелодії.

Наприкінці середньовіччя революційну роль відіграв винахід книгодрукування з набірним шрифтом. З'явилася можливість замінити дорогий пергамент значно дешевшим папером.

### Гуманізм, Реформація і Контрреформація

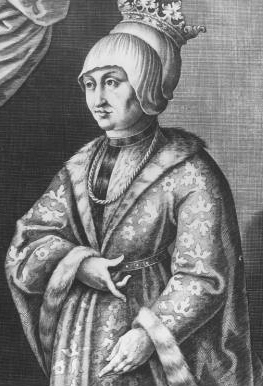
Елеонора Шотландська. Гравюра XVI століття.

Класичний гуманізм — це європейський інтелектуальний рух, один із визначальних компонентів Ренесансу як історичної й культурної епохи, головною ідеєю якого було поліпшення людської природи через вивчення античної літератури й відродження античних традицій. Виник у Флоренції в середині XIV століття, з кінця XV століття поширився й на Австрію.
Першими активними представниками цієї течії в Тиролі були Елеонора Шотландська (* близько 1433 — † 1480) і Микола Кузанський, єпископ Бріксенський. Елеонора переклала французький пригодницький роман Pontus et la belle Sidonie (Pontus und Sidonia; «Понтій і Сидонія»), центральною темою якого є розлука закоханої пари й звільнення держави від язичницьких загарбників. Уже в 1450—1452 роках Кузанський подорожував у Німеччині, маючи на меті реформувати церкву та монастирі, просвітити людей у питаннях релігії Про це свідчать збережені донині в деяких церквах таблиці із записаними тодішньою німецькою мовою молитвами «Отче наш» і Десятьма Заповідями.
Уродженець Галля, Йоганнес Фуксмаґен (* близько 1450 — † 1510), разом зі своїм приятелем Флоріаном Вальдауфом 1508 року заснував у Відні Haller Stubengesellschaft — найдавніше тирольське культурницьке товариство, яке діє й донині. Як і інші впливові гуманісти, Йоганн Крахенберґер і Бернгард Перґер, він працював при дворі імператора Максиміліана Першого.
З 1437 по 1455 рік визначний літератор Енеа Сільвіо Пікколоміні (згодом папа Пій II) перебував здебільшого у Відні, Вінер-Нойштадті та Граці. У Віденському університеті він читав лекції про античних поетів і тим самим справив значний вплив на поширення ідей гуманізму в Австрії.
У цьому ж університеті з 1497 року був професором риторики та поетики Конрад Цельтіс, який сприяв пропагуванню й розвитку гуманізму, заохочував вивчати латину й ставити твори античних авторів, записувати пам'ятки народного епосу. Зокрема, з його ініціативи 1501 року при цьому навчальному закладі засновано Колегіум поетів і математиків (лат. Collegium poetarum et mathematicorum). У творчості він наслідував Овідія і Горація. Написав п'єси «Вистава Діани», «Рапсодія» і свій головний твір — «Чотири книги любові» (1502). Плідно працювали драматург Вольфґанґ Шмельцль і поети Бенедикт Хелідоніус та Крістоф фон Шалленберґ.
1520 року один із босоногих монахів проповіддю започаткував першу хвилю Реформації в Австрії. У той же час туди дійшли «95 тез» Мартіна Лютера. Друга хвиля припадає на 1560-ті. Цьому руху сприяв німецький теолог, поет і композитор Йоахім Маґдебурґ (* 1525 — † близько 1587), який у 1564—1571 роках був придворний проповідник у Дьєрі, Ґрафенверті та Відні. Зокрема, у 1558, 1566 і 1567 роках він опублікував книжки, в яких критикував Римо-католицьку Церкву й витлумачував засади лютеранства. Це, відповідно, «Про старого і нового Христа», «Спростування жахливих і богопротивних папістських помилок» та «Визнання віросповідання віри і науки Йоахіма Маґдебурґа, призначеного проповідувати німецькій владі в Раабі, що в Угорщині».
1571 року вийшла друком богослужбова книга німецького вченого Давіда Хітреуса (1530—1600) і австрійського проповідника Крістофа Ройтера (1520—1581) «Християнська аґенда, яку належить вживати двом станам шляхти і лицарства в Австрійському ерцгерцоґстві понад Еннсом».
З боку контрреформаторів розвивалися такі жанри, як житія святих, збірки легенд, релігійні єзуїтські драми і так звана напучувальна література (нім. Exempelliteratur). Важливу роль відіграли Якоб Ґретсер і Конрад Феттер.

### Бароко (близько 1600—1720)

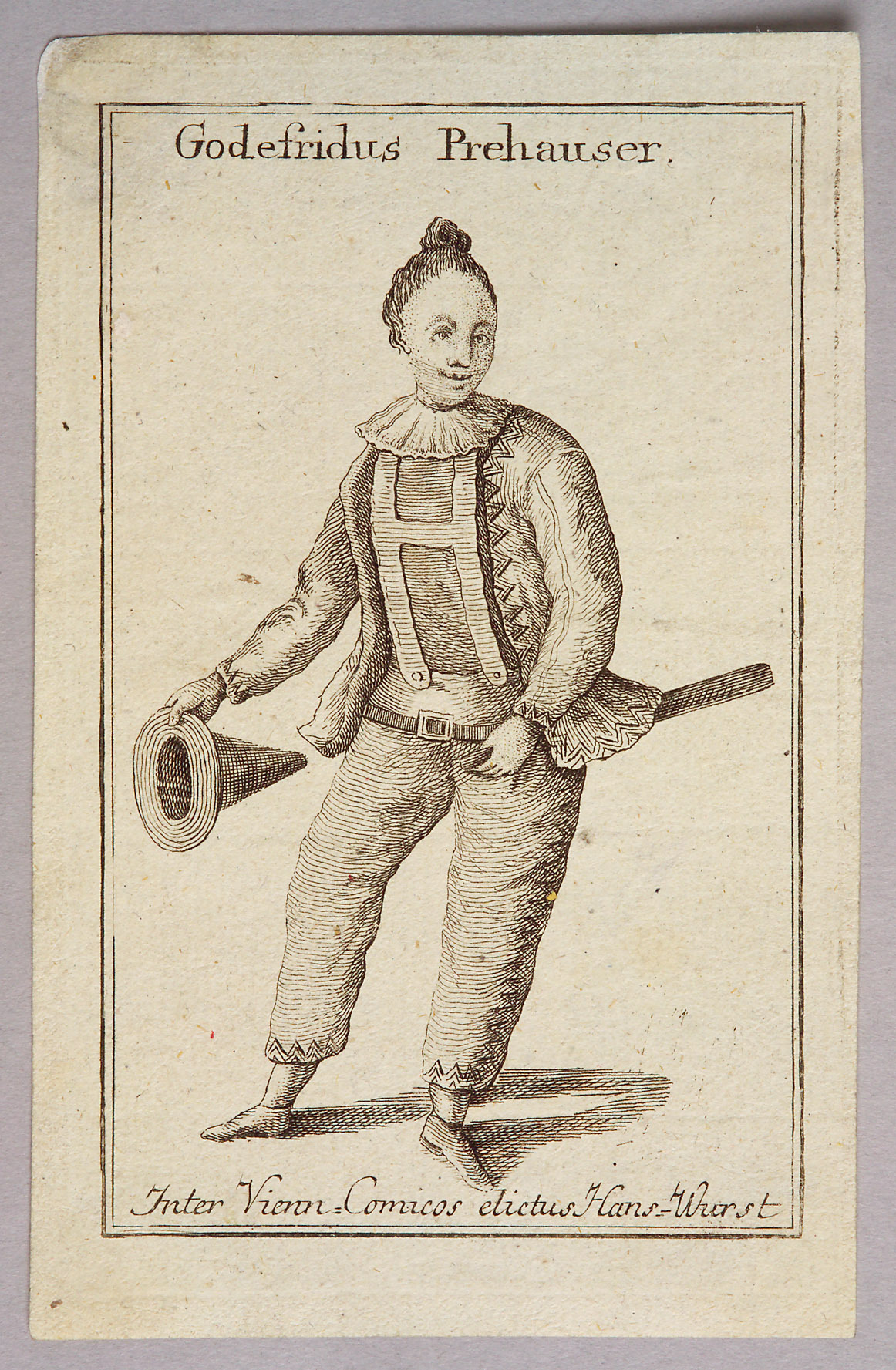
Ґоттфрід Прегаузер у ролі Гансвурста.

Тридцятирічна війна, османські війни, епідемії чуми та холери — усі ці жахіття XVII століття, поряд із повсюдним усвідомленням геліоцентричної системи побудови Всесвіту, сприяли становленню дуалістичної основи барокового світосприйняття, на якій поставали суперечності між позитивним і негативним ставленням до земного існування, між потягом до скороминущих радощів і до вічного блаженства. Головними осередками розвитку тогочасної культури були двори знаті.
Значну роль у поступі європейського бароко відіграла Австрія. Увиразнилися відмінності австрійської та баварської літератури від північнонімецької, яка переймала елементи французького класицизму, тоді як дві перші перебували під впливом італійського та іспанського бароко. Ці відмінності постали також на конфесійному ґрунті: у північних німецькомовних регіонах переважали протестанти, у південних — католики. Барокова література відзначалася широким діапазоном жанрів та мотивів: від наслідування античних зразків до новаторської творчості, від куртуазної поезії до простолюдних романів, від «Лови мить» (лат. Carpe diem) до «Марнота марнот» (лат. Vanitas vanitatum). У поезії з'явився новий жанр — принагідні вірші. Прикладами барокового епосу можуть слугувати лицарські та шахрайські романи Йоганна Беера з нетиповою, як на той час, рисою — переходом від символізованого до реалістичного зображення дійсності. Поширеними формами в прозі стають пасторальні, політичні й шахрайські романи, а в поезії — сонети й епіграми.
Розвиток театру в барокові часи прикметний появою спеціалізованих приміщень, призначених суто для вистав, і стаціонарної сцени як такої. Великі форми драми виразно поділялися на релігійні й світські, які відзначалися помпезністю. Були дуже популярні імпровізовані спектаклі. Комічні («гансвурстівські») п'єси в Австрії писали Йозеф Антон Страніцкі, Ґоттфрід Прегаузер, Йоахім Перінет і Йозеф Фелікс фон Курц.

### Просвітництво (близько 1720—1785)

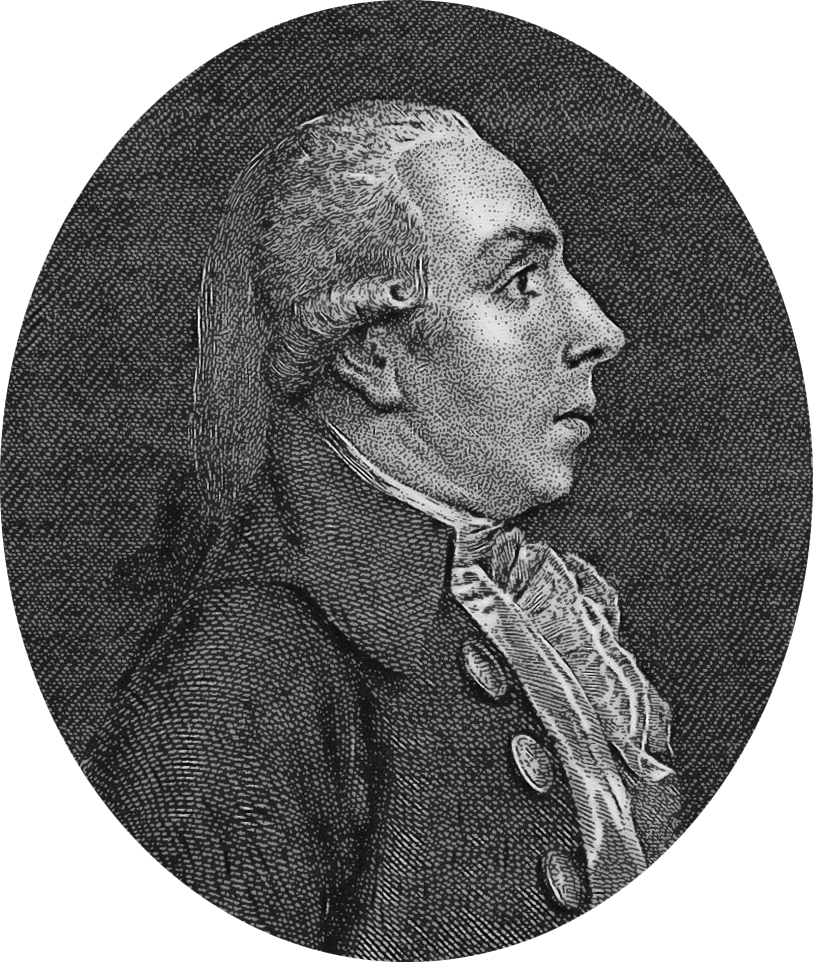
Йоганн Баптіст фон Альксінґер.

У часи перед правлінням Марії Терезії цензуру виконували в університетах, якими керували єзуїти. Упродовж Контрреформації літератори і видавці дуже остерігалися звинувачення в єресі та вільнодумстві, й унаслідок цього в книгодрукуванні Австрія помітно відставала від інших німецькомовних земель. Книжки ввозилися, наскільки це було можливо, з-за кордону й проходили подвійну цензуру — на митних переходах і в університетах.
Прийшовши до влади, Марія Терезія поставила за мету модернізувати державу. Для цього довелося дозволити ідеї Просвітництва, відійти від принципів Контрреформації, обмежити верховенство Церкви і секуляризувати університети. Учений просвітитель Герард ван Світен (1700—1772) вивів цензуру з підпорядкування єзуїтам і лібералізував її. Син імператриці Йосиф II, форму правління якого називали освіченим абсолютизмом, керувався засадами, що їх сформулював ван Світен:

| Держава має ставити перешкоду тільки найгіршій, тобто вкрай аморальній літературі. … Критику, якщо це не пасквіль, належить прийняти від усіх — з князя почавши й простолюдцем закінчивши — й не забороняти її. Оригінальний текст (нім.) Der Staat sollte nur die allerschlechteste, d. h. die unsittlichste Lektüre hintanhalten. … Kritiken, wenn es nur keine Schmähschriften sind, sie mögen treffen, wen sie wollen, vom Landesfürsten an bis zum untersten, waren nicht verboten. |
Завдяки таким змінам різко зросла кількість публікацій. Друковані видання стали доступними для широких мас, формувався книжковий і газетний ринки. Письменники мали змогу висловлювати особисту позицію. До театру Йосиф II ставився менш поблажливо. Крім грубуватих спектаклів народного театру, заборонено також твори, в яких була критика уряду. Під заборону, зокрема, потрапила п'єса Бомарше «Весілля Фігаро».

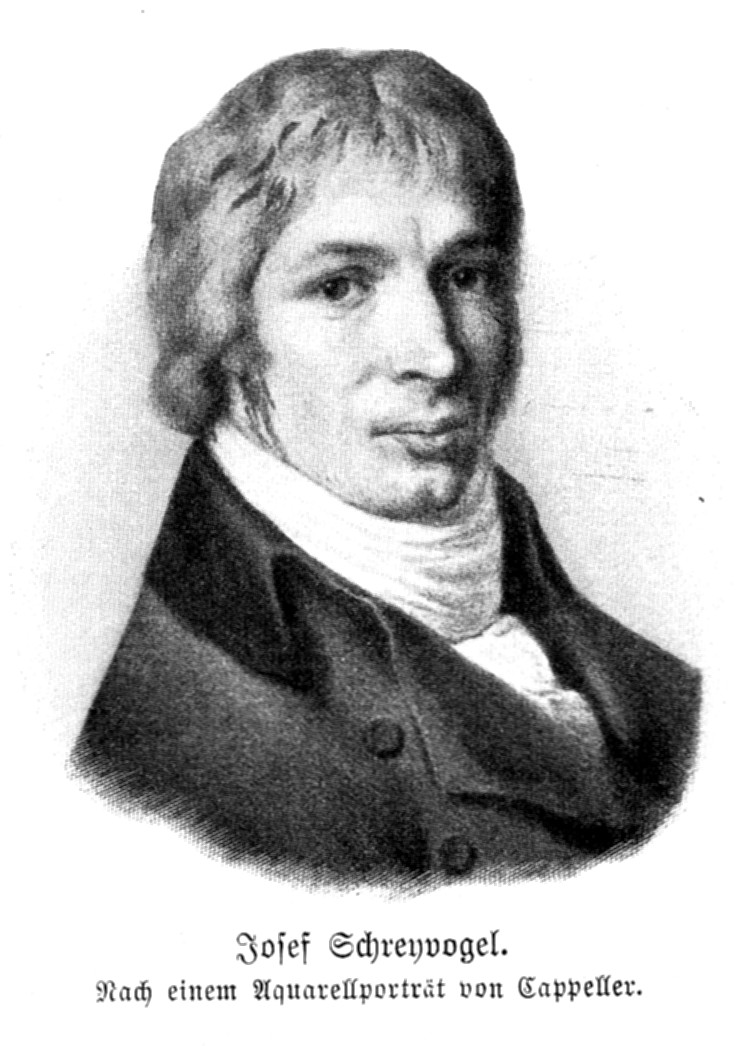
Йозеф Шрайфоґель.

З початком Просвітництва (близько 1720 року) постала потреба у філософській та освітній літературі (Lehrdichtung, Bildungsroman). Поновилося зацікавлення Арістотелем і його школою мислення. Міцно вкоренялися ідеї Просвітництва; письменників, художників і архітекторів надихали давньогрецька та давньоримська культури. Гармонія і краса стали одними з ідеалів того часу. Численні австрійські поети і прозаїки зазнали сильного впливу масонства, критикували духовенство, писали навчальні та повчальні твори. Сатира стала одним із найпоширеніших літературних жанрів.
У середині XVIII століття під впливом освіченого абсолютизму в країні сформувалася так звана австрійська ідея — на противагу німецькій «готичній». Австрійські просвітники декларували прихильність до пошуків істини в реальному світі і примирення суперечностей. У такому ключі творили Філіпп Гафнер і Алоїз Блюмауер. Гафнер відомий як автор гумористичних віршів («Всі військові вірші», «Жартівливі і серйозні пісні») і п'єс («Мегера, жахлива відьма», «Бюргерка», «Новий бурлеск»), а також гострих сатиричних творів («Пісні Гансвурста, або, по-китайськи, Нічого дурнішого не може приснитися»). Цей творець віденської народної драми відчуно вплинув на австрійську драматургію XIX століття. Серед творів Блюмауера — написана в дусі Вольтера пародія на «Енеїду» Вергілія. Ідеї Просвітництва знайшли відображення в творчості австрійських сатириків — Йозефа Ріхтера (1749—1813) та Йоганна Пецля (1756—1823). Популярні були сатиричні твори Пауля Вайдмана (1744—1810) «Фабрикант», «Війна попів» і «Битви черниць».
Осередком діяльності просвітників був альманах Wienerischer Musen-Almanach («Віденський альманах муз»), заснований 1777 року. З 1786-го його під незначно зміненою назвою (Wiener Musen-Almanach) видавали Йозеф Франц фон Рачкі та Ґоттліб фон Леон. Алоїз Блюмауер редагував це видання з 1781 року.
Помітне місце в австрійській літературі цього періоду посідав Йоганн Баптіст фон Альксінґер, автор лицарських епосів «Доолін фон Майнц» (1787) і «Бліомберіс» (1791), позначених традиціями масонства. Він також писав вірші на антиклерикальну тематику. У подібному ключі писав публіцистичні та епічні твори Йоганн Пецль (ймовірно, монах).
Класичне бачення поезії, притаманне Йозефові Шрайфоґелю, перейняли літератори пізнішого періоду, як-от Франц Ґрілльпарцер. Шрайфоґель також підняв рівень австрійського сценічного мистецтва. У 1814—1832 роках він був консультантом Віденського міського театру.
До просвітників також належав Йоганн Непомук фон Кальхберґ. Його драми на історичну тематику, однак, забарвлені романтизмом.
Від французького Просвітництва австрійське відрізнялося більшою поміркованістю. Уже в 1780-х австрійський двір змінив орієнтацію з французької на німецьку, а війни з революційною Францією призвели до посилення в країні монархічних і націоналістичних поглядів.

## Історія

### Романтизм, класицизм
(перша половина XIX століття)

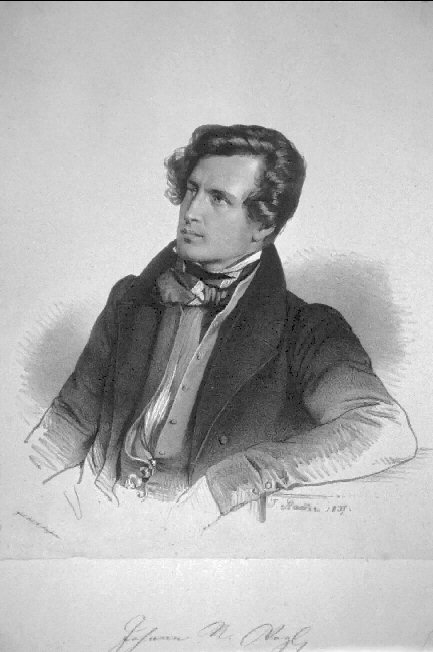
Йоганн Непомук Фогль.

На відміну від Німеччини, в Австрії романтизм не знайшов поширення. Місцеві літератори прохолодно і з недовірою ставилися до приїжджих німецьких романтиків Людвіґа Тіка, Августа Вільгельма, Фрідріха Шлеґеля та Клеменса Брентано й відходили від античности та класичних канонів інакше, ніж їхні німецькі колеги.
До нечисленних представників цього напрямку належали Йозеф Крістіан Цедліц (1790—1862), відомий передусім циклом канцон «Смертельні вінки», казкою «Лісова панна» і баладою «Нічний огляд війська». До кінця життя залишався вірним романтизму Йоганн Непомук Фоґль (1802—1866), автор, крім іншого, романсів, балад і ліричних віршів. На його тексти писали музику Франц Шуберт та інші композитори.
Поряд із романтизмом в Австрії розвивалися також бідермаєр й австрійський класицизм, чільним представником якого був Франц Ґрілльпарцер.

### Бідермаєр (близько 1815—1848)

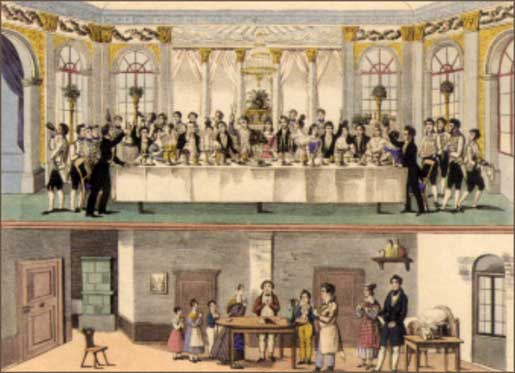
Сцена з буфонади Нестроя «На першому і другому поверхах», яка уникла цензури.

Напрямок бідермаєру, або ж міщанської романтичної літератури, розвивався упродовж Реставрації — від Віденського конгресу до Березневої революції. Обумовлений наступом реакції. Ще 1790 року Леопольд II, наступник Йосифа II, розпорядився загострити цензуру, щоб захистити Церкву.
Заборонено твори, які могли б призвести до порушення порядку в державі. За часів правління Франца II (1792—1835) поновлено поліційну цензуру (1793). 22 лютого 1795 року вийшла постанова з переліком усіх положень цензури, який став основою подальшої практичної діяльности в цій галузі. Передбачено великі штрафи тим книготорговцям і видавцям, що порушували закон.
Під сувору цензуру в Габсбурзькій імперії потрапили твори Ленау, Ґрілльпарцера, Йоганна Непомука Нестроя та інших. У списку забороненої літератури (не тільки художньої) фігурувало близько 40 000 назв. Кожна привізна чи надрукована на місці книжка, кожна стаття підлягала поліційному перегляду.

Термін «бідермаєр» передусім стосується побутової культури і мистецтва буржуазії, які вважалися «прозаїчними» й «консервативними». 

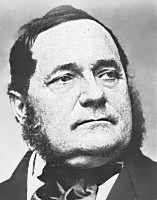
Адальберт Штіфтер.

 Втеча в ідилію стала відповіддю на жорстку цензурну політику часів Меттерніха. Культурне та соціальне життя обмежувалося приватними стосунками. У світ виходили твори з непроблемною тематикою, як-от історичні романи чи збірки патріотичної та пейзажної поезії.
Представниками бідермаєрівської драматургії можна вважати Франца Ґрільпарцера (1791—1872), Йоганна Непомука Нестроя (1801—1862) і Фердінанда Раймунда (1790—1836). Ґрілльпарцер писав трагедії в дусі веймарської класики, Нестрой і Раймунд представляли віденське народне театральне мистецтво, осередком якого був Віденський публічний театр. Фрідріх Гальм мав великий успіх зі своїми пишномовними драмами. Передусім відомий як поет був Ніколаус Ленау (1802—1850).
Кульмінацією бідермаєру стала творчість Адальберта Штіфтера, попри те, що його перший роман «Бабине літо» вийшов друком аж 1857 року.

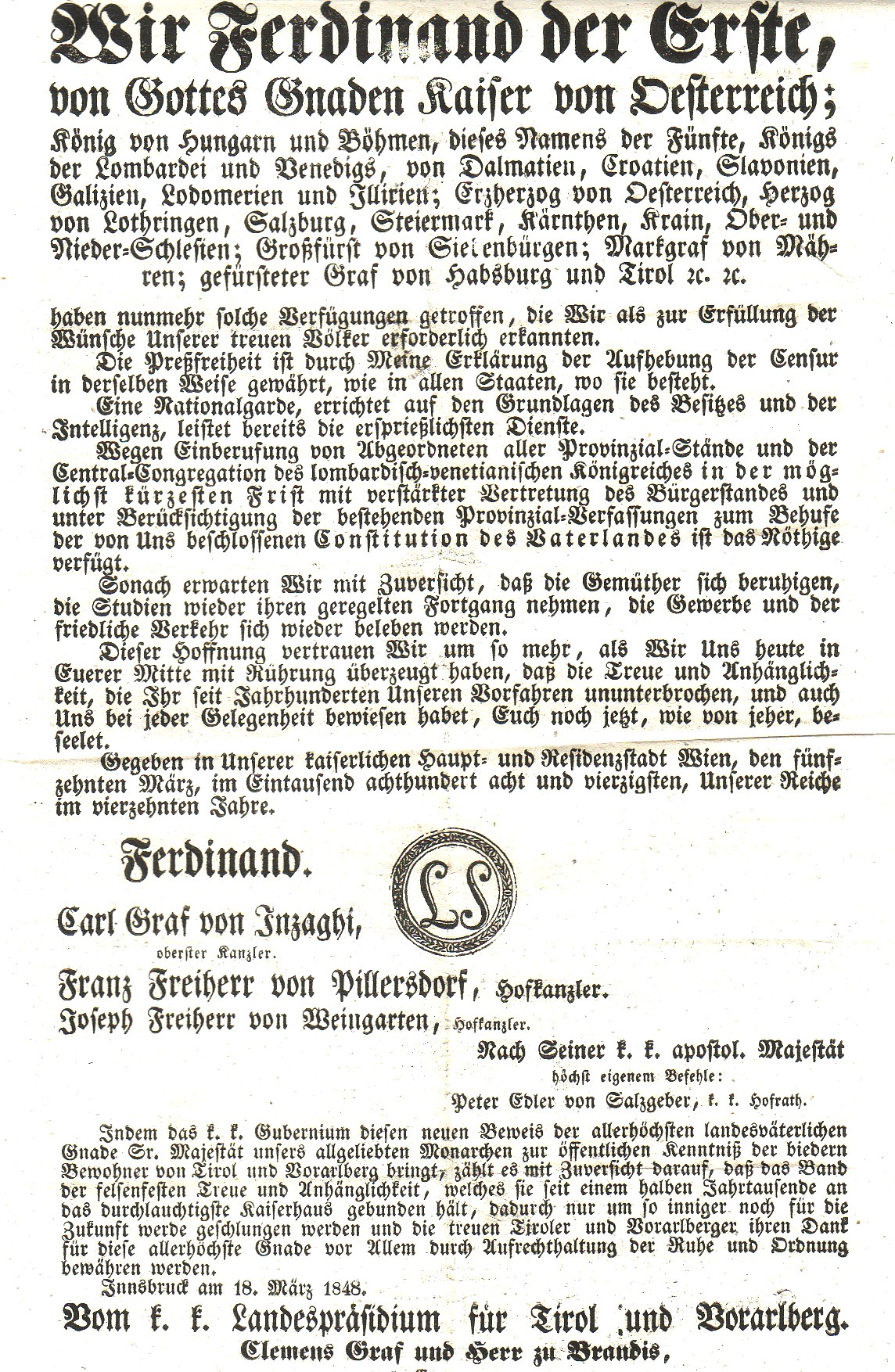
Указ про скасування цензури від 15.03.1848.

### Революція 1848—1949
Зима 1847—1848 років була голодна. Економічні труднощі особливо далися взнаки біднякам. Твори Neue Sklaven Альфреда Майснера і «Чому ми бідні» Карла Ізідора Бека яскраво відображають гнів і відчай людей того часу.
Дійшло до того, що 13 березня 1848 року у Відні почалося повстання, й канцлер Меттерніх, ненависний простому люду діяч Реставрації, втік до Англії. Про ці події Герман Роллетт написав поему «Липа Меттерніха». Революція тривала. На початку вересня установчий австрійський райхстаг ліквідував кріпацтво. Це було одним із небагатьох тривалих досягнень революції. Вдячність селян передає пісня «Нова пісня шанованого цісаря Фердінанда» (1848).
14 березня 1848 року імператор Фердінанд I пішов на поступки — скасував цензуру, а наступного дня проголосив скликання конституційних зборів для ухвалення конституції. Завдяки цьому опубліковано багато творів, засновано численні журнали. Змінилася сама манера писання. «Преса вільна!» Фрідріха Ґергарда, «Мертвий цензор» і «Пісня цензора» Моріца Ґоттліба Зафіра й «Таємна поліція» Фердінанда Заутера передають настрої часу змін. Тодішній режим гостро критикують вірші «Свобода у провінційному містечку», «Замальовки пекельного страху», «Леді і Шнайдер», «Дорогі родичі» Йоганна Нестроя, «Політичні вірші» Анастазія Ґрюна і «Батьківщині» та «Думки про політику» Франца Ґрілльпарцера.

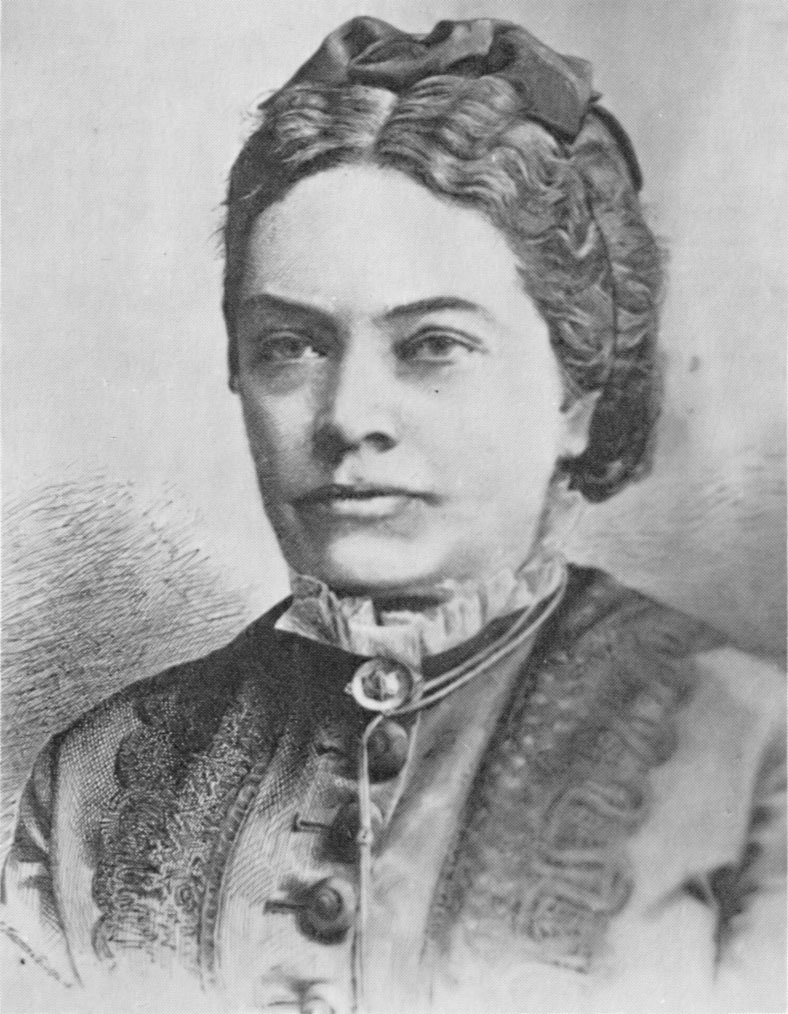
Марія фон Ебнер-Ешенбах.

### Реалізм (1848—1890)
Адепти поетичного, або ж буржуазного, реалізму уникали великих соціополітичних проблем і творили в рамках вужчих, локальних картин зі своїми краєвидами та людьми. Реалісти виступали передусім проти класичного та романтичного. Вони намагалися подавати факти об'єктивно й безсторонньо, відкидали фантазію як засіб і спосіб, вважаючи, що не треба вводити в текст почуття та думки автора. На їхню думку, мистецтво має віддзеркалювати дійсність. Характерна риса таких реалістичних наративів — це обрамлена оповідь.
Марія фон Ебнер-Ешенбах (1830—1916) та Фердінанд фон Заар (1833—1906) відзначалися розвиненою соціальною свідомістю. Сільські мотиви можна знайти у Людвіґа Анценґрубера (1839—1889) і — вже після цього періоду розвитку літератури — у Петера Розеґґера (1843—1918), якого вважають піонером народної поезії, писаної діалектом.

### Рубіж століть
Наприкінці XIX століття в Австрії панував неспокій. Суспільство ще не отямилося після поразки в битві під Кеніґґрацом та біржового краху в 1873 році. Тож німецький натуралізм майже не залишив слідів у австрійській літературі. Не було виразно визначених противників, які могли б протиставитися цій течії. Австрійські літератори старшого покоління (тоді їм було близько п'ятдесяти), як-от Ешенбах, Розеґґер чи Анценґрубер, вже стали прекурсорами натуралізму у своїй реалістичній творчості. Тому замість запеклої боротьби за ці нові ідеї сталося поступове їх засвоєння. Певні впливи натуралізму відчувались у публікаціях, поміщених у літературно-мистецьких журналах (передусім у Bahrs Zeit і Wiener Rundschau).

### Віденський модернізм

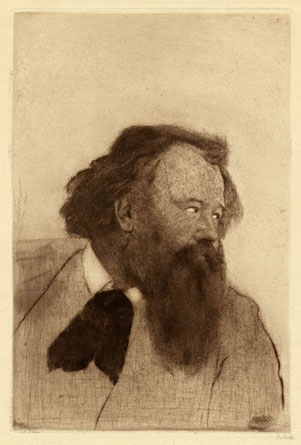
Германн Бар.

1890 року постав віденський модернізм — з поверненням Германна Бара до Відня та заснуванням журналу «Сучасна поезія». З цих подій почався період розквіту австрійської літератури і її визнання на міжнародному рівні. Відтоді вже не могло бути й мови про епохи стилів, оскільки ті нашаровувалися один на одного, змішувалися й багато хто з авторів змінював свій стиль у процесі розвитку творчости.
Побувавши в Петербурзі, Парижі та Берліні, ознайомившись там із новими течіями в літературі і перебуваючи під впливом Шарля Бодлера та Моріса Барреса, Германн Бар разом із видавцями Едуардом Міхелем Кафкою та Юліусом Кулькою став пропагували ідеї, близькі до натуралістичних, у недавно заснованому журналі Moderne Rundschau. Знаменним став візит Генріка Ібсена у Відні з нагоди постановки в Міському театрі його п'єси «Претенденти на престол» 11 квітня 1891 року. Всупереч побоюванням автора щодо різкого несприйняття його твору, публіка повелася стримано, за що він їй подякував.

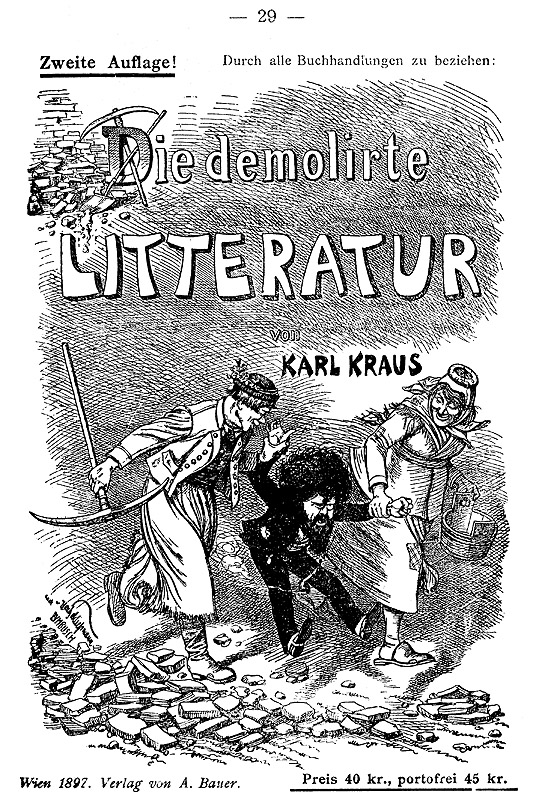
«Зіпсована література» Карла Крауса.

Завдяки своїм зв'язкам і знайомствам Бар став, як констатував Петер де Мендельсон, «організатором австрійської літератури». Тісне коло молодих письменників, що згуртувалися навколо нього, незабаром дістало назву «Молодий Відень». Вони друкувались у журналах «Сучасна поезія» (1890), «Сучасний огляд» (1891) та «Час» (з 1894), на які Бар мав значний вплив. Постійним місцем зустрічей гуртківців було кафе «Ґрінштайдль». Серед них виділялися Барові приятелі Ріхард Беер-Гофманн (1866—1945; оповідання «Смерть Георга», 1900), Гуґо фон Гофманнсталь (1874—1929; вірші «Вчора», «Лист лорда Чандоса»), Артур Шніцлер (1862—1931; «Весільний ранок Анатоля») і Фелікс Зальтен. Їхнім раннім творам притаманні елементи символізму, імпресіонізму та декадансу. До «Молодого Відня» належали також Петер Альтенберґ (імпресіоністичні прозові нариси «Як я це бачу», 1896) і Карл Краус (1874—1936). Після закриття кафе «Ґрінштайдль» у 1897-му гурток розпався. 

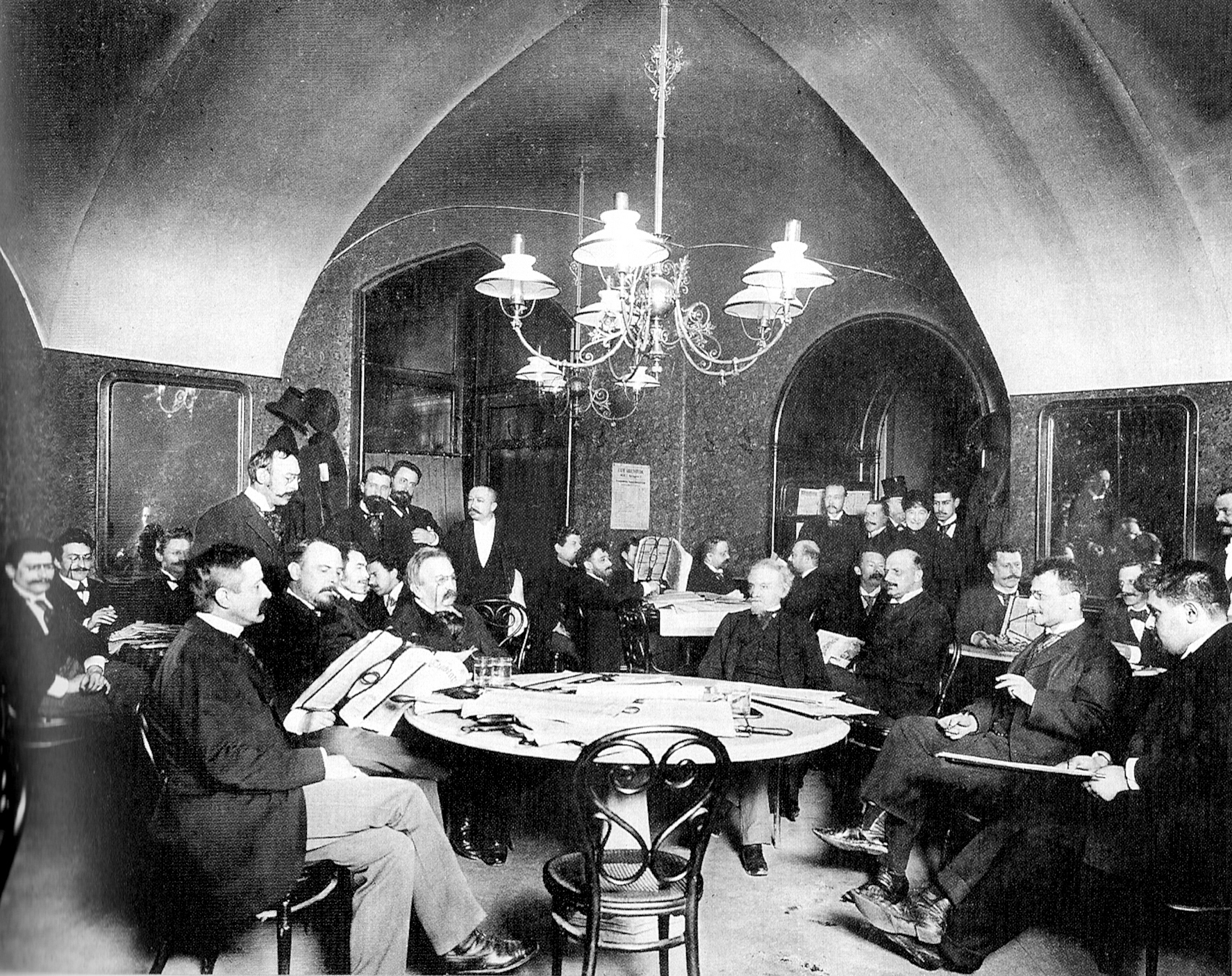
Літературне кафе «Ґрінштайдль».

 Леопольд фон Андріан (його ліричну поему в прозі «Сад знання» (1895) високо цінував Штефан Ґеорґе) став дипломатом. Уже в 1897-му Карл Краус висміяв Германна Бара та інших у «Зіпсованій літературі», а 1899 року заснував власний журнал «Смолоскип» (1899—1936), в якому з 1905 по 1912 рік публікував твори молодих талантів, допомагаючи їм вийти в літературний світ.
На зміну «Ґрінштайдлю» осередком віденських кав'ярняних літераторів стало кафе «Центральне». Крім Альтенберґа та Гофманнсталя, завсідними клієнтами в ньому були Еґон Фріделль, Лео Перуц і Альфред Польґар.

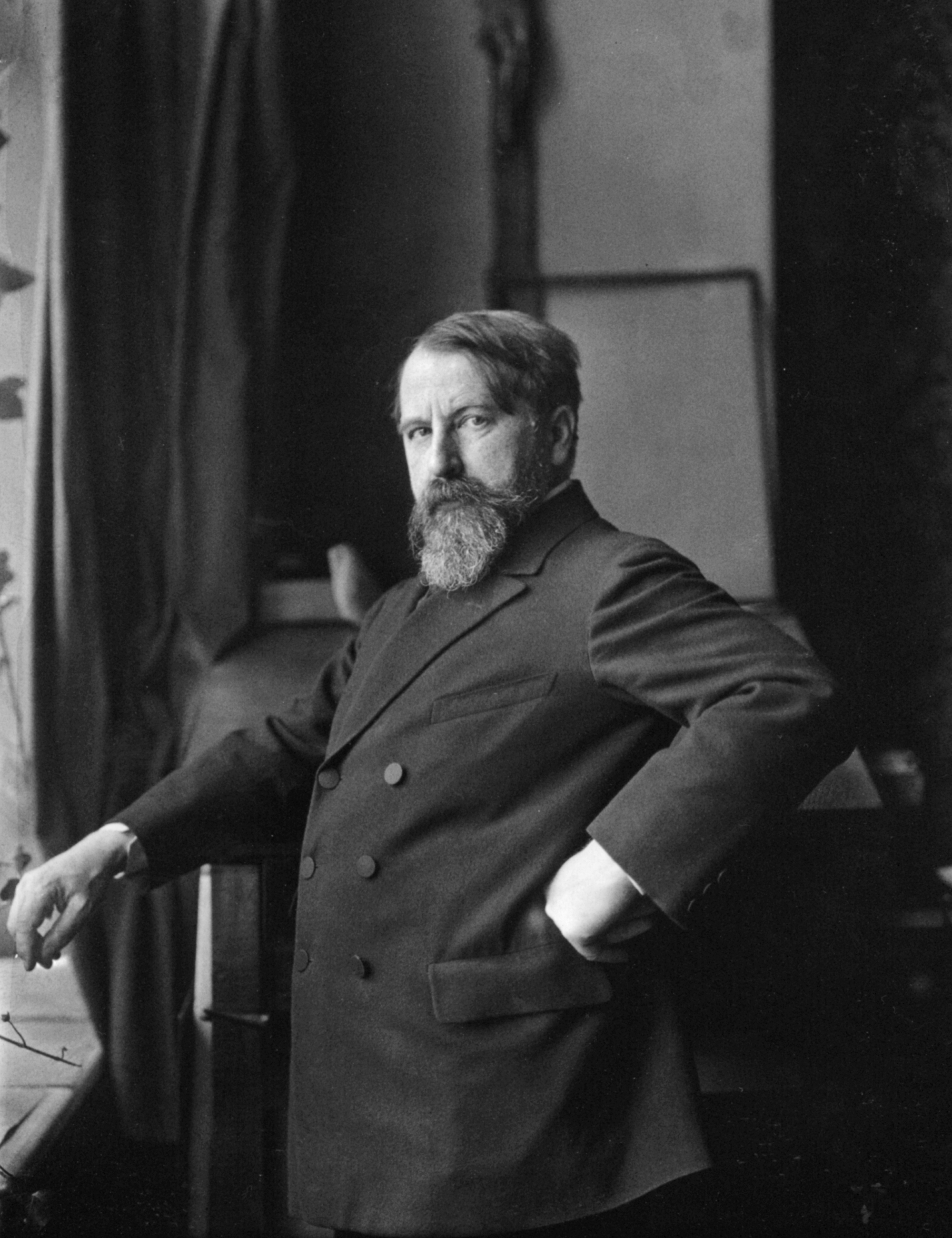
Артур Шніцлер.

Упродовж наступних кількох років лікар Артур Шніцлер виріс на драматурга та прозаїка. У своїх творах він проливав світло на духовний стан віденських буржуа («Залицяння», 1895; «Самотня дорога», 1896; «Широкий край», 1911). «Лейтенант Ґустль» (1900) став першим німецькомовним твором, цілковито побудованим на внутрішньому монологу — невласній прямій мові. Шніцлер також критикував войовничий антисемітизм («Професор Бернгарді», 1912).
Поет-символіст і автор драматичних фрагментів («Смерть Тіціана», 1892), Гуґо Гофманнсталь став творити в галузі відродження античности («Електра», 1903) і театру бароко («Великий зальцбурзький світовий театр», 1922). З 1910 року він також писав лібрето для опер Ріхарда Штрауса («Трояндовий кавалер», 1910; «Жінка без тіні», 1913—1915).
У модернізмі дуже важливу роль відігравала поезія. Її чільним представником був пражанин Райнер Марія Рільке (1875—1926). Видатними поетами, що також творили в символістсько-імпресіоністичному стилі fin-de-siècle, були Бертольд Фіртель (1885—1953)і Фелікс Дерманн (1870—1928).
Роман як велика літературна форма був менш важливий. Варто згадати фантастичні твори цього жанру «Інший бік» (1909) Альфреда Кубіна та «Голем» (1915) Ґустава Майрінка. У романі Рільке «Нотатки Мальте Лаврідса Бріґґе»]] (1910) йдеться про соціальну структуру та несприятливі умови життя городян (втрата особистости, анонімізація, соціальна відчуженість).
Великий культурний вплив у Відні мали фейлетони. Після Людвіґа Шпайделя та Гуґо Віттманна цей жанр досяг свого апогею на зламі століть. Його визначними представниками були Теодор Герцль (1860—1904), Фелікс Зальтен (1869—1945), Людвіґ Гевеші (1842—1910) і Альфред Польґар (1873—1955).
Почало утверджуватися австрійське кабаре. Першою спробою була постановка «Театру для любого Августіна» (автор Фелікс Зальтен, 1901), яка виявилася невдалим. Успішним стало «Нічне світло» (1906—1907), однак невдовзі його витіснили спектаклі кабаре «Лилик» (1907—1913). Обладнавши приміщення у стилі модерн, Йозеф Гоффманн ставив їх за текстами Альтенберґа, Бара, Фріделля та Польґара. Варто відзначити гумористичний скетч «Ґете. Гротеск у двох картинах» за текстом Фріделля та Польґара (1908). У «Лилику» розпочала свою світову кар'єру танцюристки Ґрета Візенталь.

#### Експресіонізм

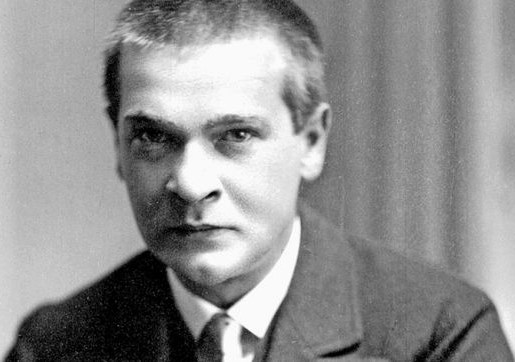
Георг Тракль.

Початком експресіонізму у Відні можна вважати 1908 рік, коли видавництво «Вінер веркштетте» опублікувало книжку Оскара Кокошки «Мрійливі хлопці», присвячену Ґуставові Клімту. У стилістичному плані однойменний вірш перевершує ілюстрацію: «червона рибка червона / смертельно коле тебе трисічним ножем / розриває надвоє моїми пальцями / ото й мав би настати край беззвучному кружлянню…». Кокошка також написав кілька драм, як-от «Убивця, надія жінок» (1907).
Деякі письменники-експресіоністи опублікували свої перші твори у «Смолоскипі» Карла Крауса. Це, зокрема, Франц Верфель і Альберт Еренштайн, який став відомий завдяки оповіданню «Тубуч» (1911). Краус також посприяв Гервартові Вальдена у заснуванні берлінського експресіоністського журналу «Дер штурм» і скеровував до нього віденських авторів, хоча сам доволі стримано ставився до експресіонізму. 1910 року в Інсбруку Людвіґ фон Фікер почав видавати журнал «Палій», рупор експресіонізму. У ньому, зокрема, надруковано перші вірші Георга Тракля (1887—1914).
1920 року Марія Лазар з-посеред письменниць зробила чи не найвагоміший внесок у розвиток експресіонізму своїм автобіографічним і соціально-критичним романом із ключем «Отруєння».
Представниками експресіоністської драми були Арнольт Броннен («Убивство батька», 1920) і Франц Теодор Чокор («Балада про місто», 1922).

#### Перша світова війна

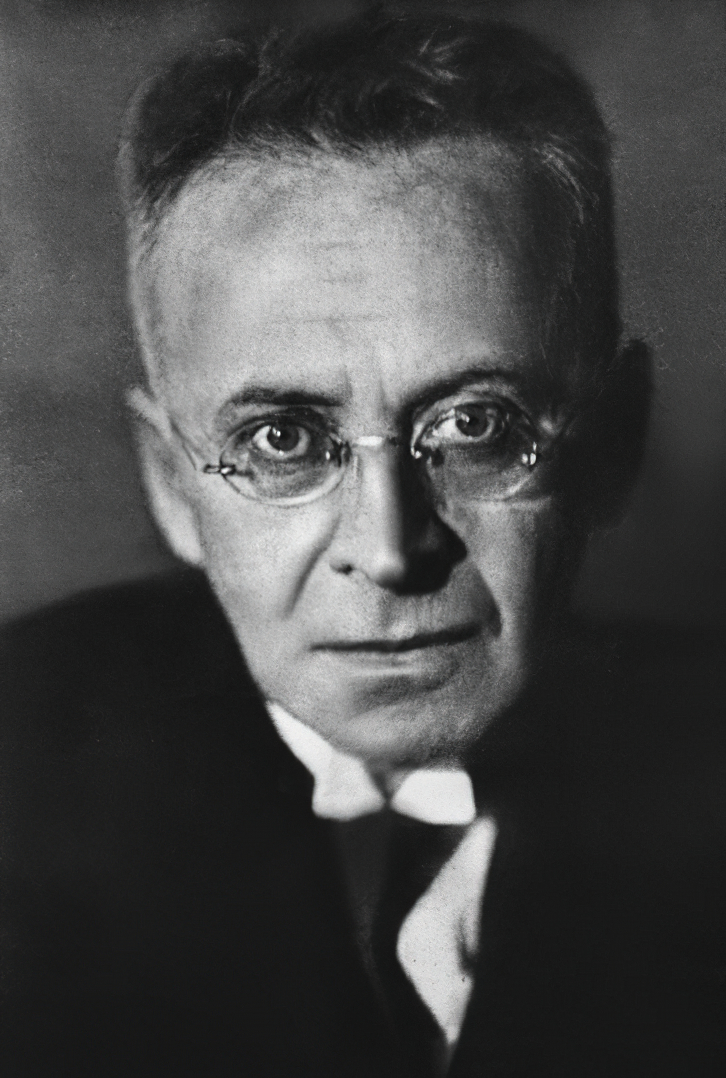
Карл Краус.

Численні австрійські письменники, незалежно від їхнього політичного світогляду, по ура-патріотичному захопилися війною. Мало хто з самого початку відкинув його, як-от Карл Краус, що в листопаді 1914-го написав статтю «У цей великий час», і Артур Шніцлер, що демонстративно мовчав. Інші, як Стефан Цвайґ, швидко стали активними пацифістами. На відміну від Німецької імперії, в якій посилали митців на фронт, в Австро-Угорщині старалися використовувати їх у тилу як пропагандистів. Багатьох літераторів скеровували у військові прес-агентства й архіви. Так працювали Гуґо фон Гофманнсталь, Райнер Марія Рільке, Альфред Польґар й Александер Рода Рода. Варто згадати єдину військову кореспондентку — Алісу Шалек, яка писала для газети Die Neue Freie Presse. Гофманнсталь публікував патріотичні твори на зразок («Принца Ойґена») і обстоював австрійську ідею у виступах та статтях. Іншим авторам, які ще не встигли прославитися, довелося піти на фронт. Чи не найвідоміший із них — це Георг Тракль, який покінчив самогубством після битви під Городком («Городок»).
Зовсім інакше ставилися до війни й до самої австрійської держави в її не німецькомовних частинах. Класичним прикладом цього може слугувати роман Ярослава Гашека «Пригоди бравого вояка Швейка». Автор правдиво і влучно описав опір агітації та мобілізації на початку Першої світової війни. Постать трагікомічного антигероя Швейка з його способом «виконувати свій обов'язок» стала зразком для незліченних письменників, кіномитців і художників, які бралися сатирично зображати Габсбурзьку монархію з її бюрократами, військовиками та медиками, саму війну й повсякденне безглуздя того часу.
У літературах країн — учасниць Першої світової (Ернст Юнґер і Арнольд Цвайґ у Німеччині, Анрі Барбюс у Франції) війна справила значно більший відголос, ніж в австрійській, де переважала тематика краху монархії та пошуку нової ідентичности. Винятком стала воєнна драма «Останні дні людства» (1919—1922) Карла Крауса.
Під час Першої світової війни загострилася цензура. Зокрема, Воєнне відомство нагляду контролювало мас-медіа і солдатську пошту.

### Міжвоєнний період

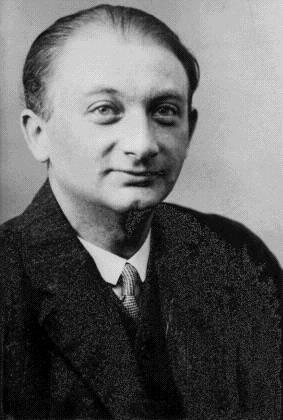
Йозеф Рот.

Багатьом письменникам було непросто пережити розпад монархії й разюче перетворення великої імперії в маленьку республіку, ототожнити себе як громадянина нової держави та поновити упевненість у собі. Вкорінені у «старорежимних часах», Йозеф Рот, Карл Краус, Гуґо фон Гофманнсталь, Роберт Музіль, Марта Карлвайс та інші насилу переходили до нової дійсности. Мотив втрати власної ідентичности як наслідок таких поворотів історії був центральним у фантастичній новелі «Барон Баґґе» Александера Лернета-Голенії.
У романі «Марш Радецького», названому за однойменним музичним твором Йоганна Штрауса (батька), написаним на честь героїв Битви народів, Йозеф Рот (1894—1939) зображає сумну картину руйнування монархії. У «Склепі капуцинів» (1938) описано занепад Австрії аж до 1938 року. Ностальгійні настрої автора позначилися й на його творах.
Водночас тривав перехід до нових ідей і способів мислення. Пожвавилася діяльність різних партій та течій — соціал-демократичних, робітничих, консервативних і релігійних. Формувалися угруповання, що помітно відбилося на літературі того часу. У цьому розмежуванні перед вели Берлін і Прага (Франц Кафка, Ґустав Майрінк, Макс Брод, Ярослав Гашек), де ситуацію загострювало погане економічне становище. З потреби заробітку деякі письменники працювали журналістами й відроджували жанр фейлетону, як-от Еґон Ервін Кіш, Альфред Польґар, Еґон Фріделль, Йозеф Рот, Марія Лазар). Позбувшись цензури, вільно діяло й набувало колишнього значення кабаре (Карл Фаркаш, Фріц Ґрюнбаум, Петер Гаммершляґ, Юра Зойфер, Альфред Польґар, Еґон Фріделль). З'явилися також соціально-критичні та політичні твори, зокрема роман Франца Верфеля «Сорок днів Муса-Дага», в якому яскраво змальовано оминутий увагою міжнародної спільноти геноцид вірмен в Османській імперії.
На початку 1930-х років Арнольт Броннен та інші молоді автори творили на ґрунті соціалістичних ідей, натомість ціла низка успішливих письменників, зокрема Роберт Гольбаум, Бруно Брем, Мирко Єлушич, Карл Ганс Штробль, Франц Карл Ґінцкай, Макс Мелль, Марія Ґренґ і Йозеф Вайнгебер, більш чи менш відкрито переходили в табір націонал-соціалістів. Кінець кінцем таке протистояння призвело до розколу австрійського ПЕН-клубу в Дубровнику 1933 року. У 1936-му зорієнтовані на німецький націонал-соціалізм літератори під проводом Макса Мелля заснували альтернативну організацію — Спілку німецьких письменників Австрії. До неї належали переважно члени і симпатики Націонал-соціалістичної робітничої партії Німеччини, зорієнтовані на аншлюс.

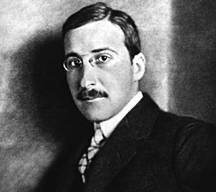
Стефан Цвайґ.

За міжвоєнні роки вийшло у світ немало видатних творів. У 1923-му Йозеф Рот опублікував «Павутину», Марта Карлвайс — «Австрійського Дона Жуана» 1929), Роберт Музіль — тритомний роман «Людина без властивостей» (1930), Еден фон Хорват — «Оповіді з Віденського лісу» (1931) і «Молодь без Бога», 1937), Герман Брох — «Зачарування» (1935—1936, опубліковано посмертно 1953-го), Еліас Канетті — «Осліплення» (1936), Альберт Драх — «П'єсу театру ляльок маестро Зібентота» (1938—1939, опубліковано посмертно 1965-го), Ернст Вайс — «Очевидця» (1939, опубліковано 1963-го). Надруковано численні есеї, новели та романи Стефана Цвайґа. Карл Краус і далі випускав журнал «Смолоскип».
1934 року в країні змінився режим. Політичним продовженням Першої Австрійської Республіки стала Федеративна держава Австрія, поточно звана «корпоративною державою». Схильна до австрофашизму влада здобула контроль над мас-медіа та видавництвами й відчутно обмежила діяльність опозиціонерів-інакодумців. Яскравим виразом такої зміни став список заборонених 325 книжок, значну частину яких написали автори з соціалістичними та соціал-демократичними поглядами. З другого боку, письменники та видавці, яким уже заборонено працювати в націонал-соціалістичній Німеччині, могли вільно жити й друкуватися в Австрії. Наприклад, Ґоттфрід Берманн Фішер емігрував до Відня і до 1938 року мав змогу публікувати твори Томаса Манна і Карла Цукмаєра. Попри поширені антисемітські настрої, в Австрії 1933—1938 років «по суті юридично коректно поводилися з євреями». Єврейські автори та інтелектуали (Йозеф Рот, Стефан Цвайґ і Зіґмунд Фройд) проживали у Відні до 1938 року.

### Нацизм і еміграція

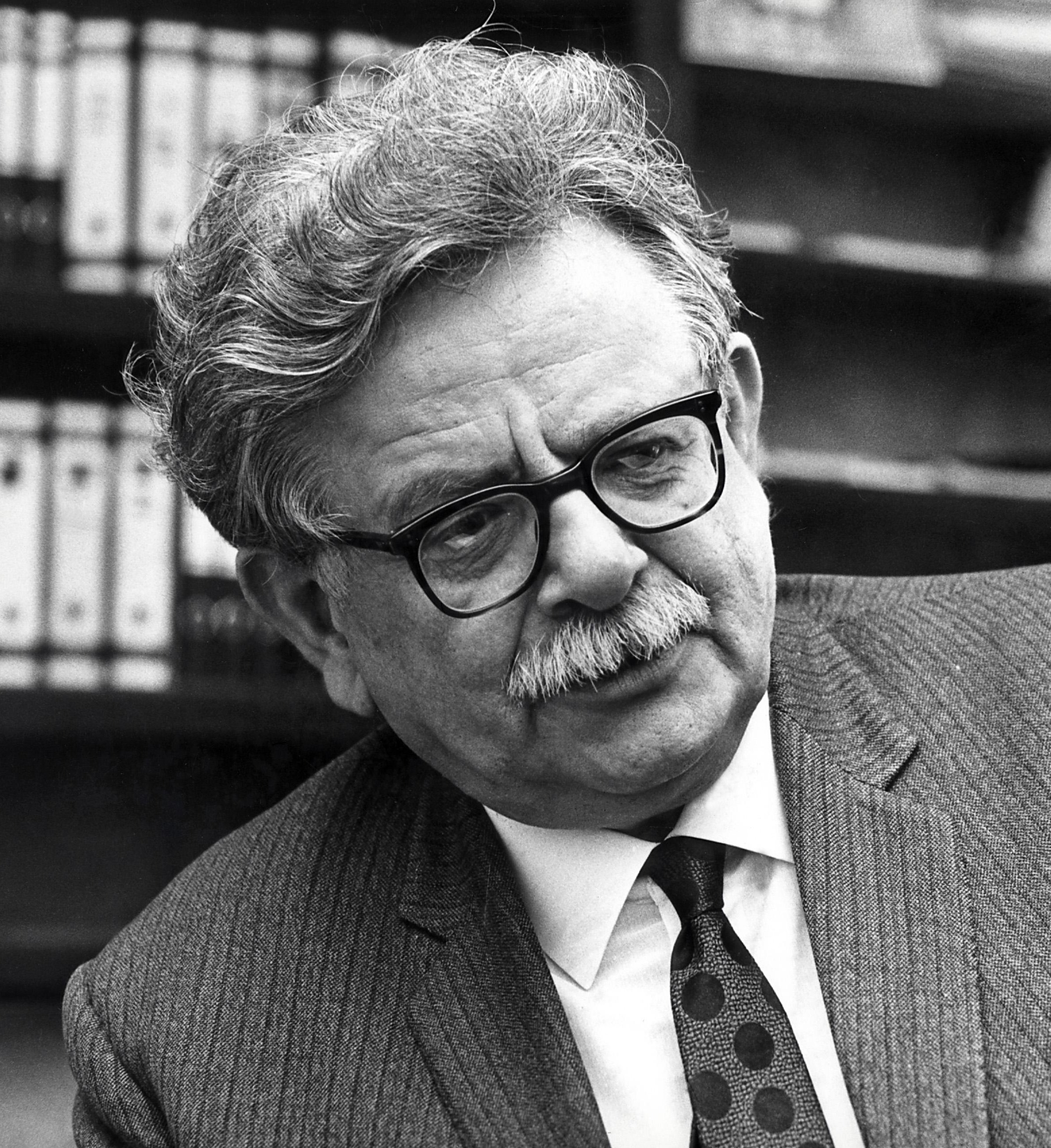
Еліас Канетті.

12 березня 1938 року Австрію окупували німецькі війська. Здійснено «аншлюс» — «з'єднання» з німецьким райхом. 30 квітня 1938 року в Зальцбурзі вчинено книгоспалення, яке організував письменник, педагог і водночас есесівець Карл Шпрінґеншмід. Стало неможливо публікувати белетристичні та фахові праці, які суперечили б ідеології націонал-соціалізму. У той час пропаговано так звану літературу крові і землі, похідну від ідеології крові і землі. Від інших напрямків нацистської белетристики вона відрізнялася тенденцією зображати життя в селі і повернення до природи, оспівувати німецьких селянина і селянку як прототип німецького народу й розвивати в художньому плані ідеї расизму. У такому дусі писали Карл Гайнріх Ваґґерль, йозеф Фрідріх Перконіґ і Отто фон Ляйтґеб. Прикметною рисою також було запозичення тем і сюжетів із давньогерманської міфології (наприклад, із циклу про Нібелунґів) і міфологізація дійсности. Це йшло на користь державній пропаганді, допомагало їй формувати нацистський світогляд. Представниками цього напрямку були Ріхард Біллінґер, Йозеф Георг Оберкофлер, Мирко Єлушич і Роберт Гольбаум. Крім них, до «блюбо-літератури» більшою чи меншою мірою, довший чи коротший час належала ціла низка австрійських прозаїків і поетів. Переважній їх більшості на державному рівні сприяла у фінансовому та діловому планах Імперська палата культури.
У світ виходили також більш чи менш ідеологізовані книжки розважального жанру.

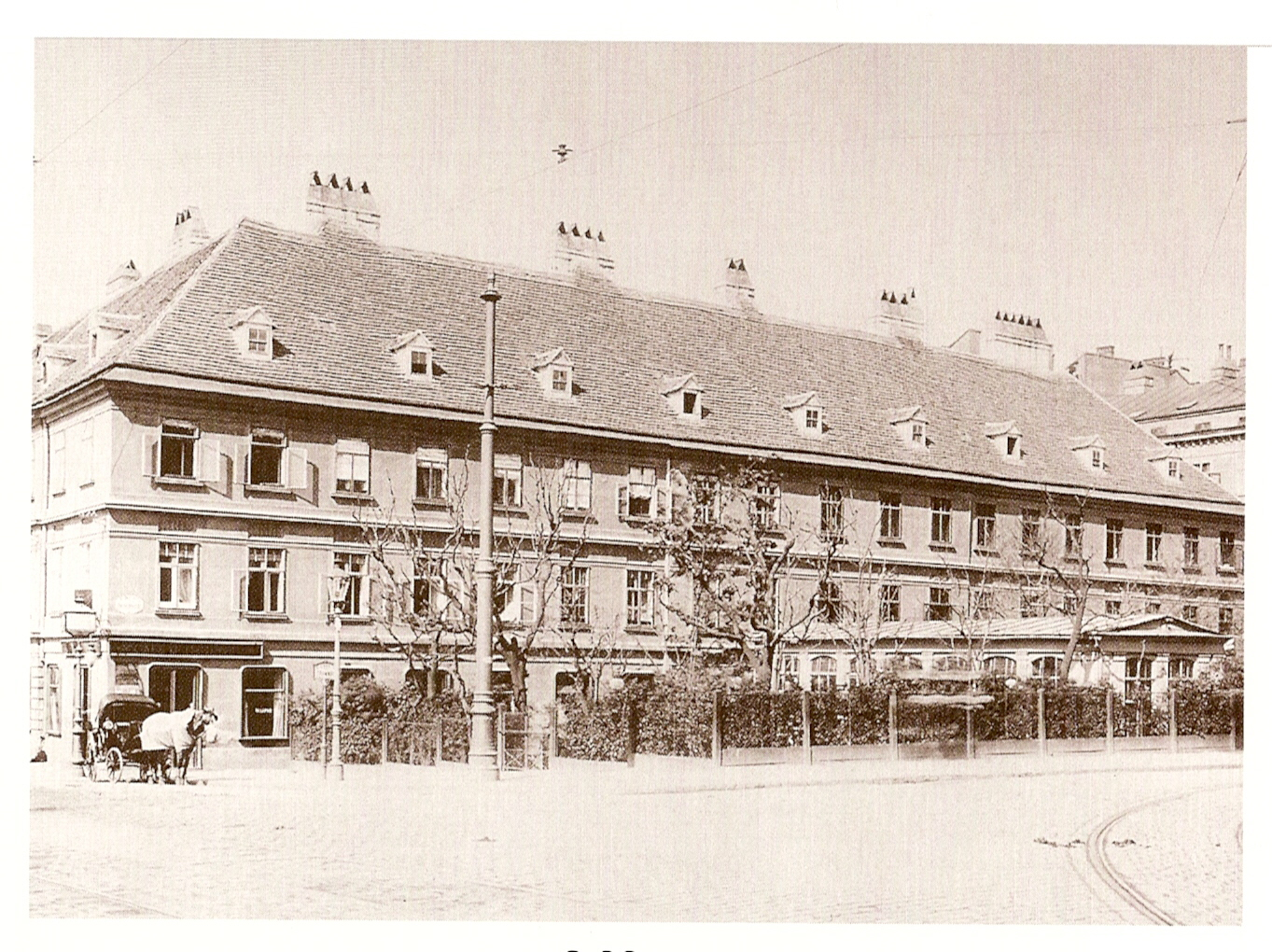
Приміщення кабаре «Література на Нашмаркті».

Інші письменники (Александер Лернет-Голенія, Рудольф Генц) ішли у внутрішню еміграцію. Мовчали про політику, писали здебільшого «в шухляду», а якщо й публікували твори, то аполітичні. Владі було порівняно легко пильнувати й контролювати творчість митців у радіопередачах, кінофільмах, театральних виставах і виданнях — книжкових, журнальних та газетних. Важче доводилося з творчістю кабаретистів, які мали безпосередній контакт із публікою, могли імпровізувати й таким чином спритно обходити цензуру. У цій галузі мистецтва плідно працював Рудольф Вайс — співзасновник кабаре «Література на Нашмаркті» (1933—1938), а згодом штатний автор текстів для «Віденської катеринки». У цьому знаному кабаре інсценізовано переважно твори ліволіберальних і расово пригнічуваних авторів. 1944 року його закрили у зв'язку із загальною забороною театральної діяльности. Експериментуючи з художньою формою, Вайс створив для Віденського політичного театру та для кабаре так звану серединну п'єсу. Цей новий жанр поєднував у собі особливості театру і кабаре. Іншими авторами, які застостовували серединну п'єсу для істотної модернізації та розвитку мистецтва малих форм, були, зокрема, Фріц Екгардт і Юра Зойфер.
Багато єврейських і політично інакодумних письменників покинуло країну в 1938 році. Теодор Крамер і Еліас Канетті емігрували до Англії. Стефан Цвайґ — до Бразилії. Франц Верфель — до США. Йозеф Рот, Роберт Музіль, Еден фон Хорват, Марія Лазар і Марта Карлвайс Германн Брох, Альфред Польґар, Ернст Лотар також мусили виїхати за кордон. Ельза Фельдман, Юра Зойфер, Адольф Унґер і Альма Йоганна Кеніґ залишилися в Австрії й загинули. В Лондоні з 1938 по 1946 рік діяв австрійський ПЕН-клуб. 2007 року Товариство Теодора Крамера опублікувало «Якою мовою ви сните?» — антологію австрійської поезії, створеної у вимушеній еміграції. У цій книжці поміщено твори 278 авторів, у тому числі й незаслужено забутих. Не всім їм доводилося легко за кордоном, і не всі повернулися на батьківщину. Мало хто з них після повернення зміг досягти таких літературних успіхів, які мав перед війною. В австрійській літературі почався занепад, який тривав до початку 1960-х.

#### Післявоєнна

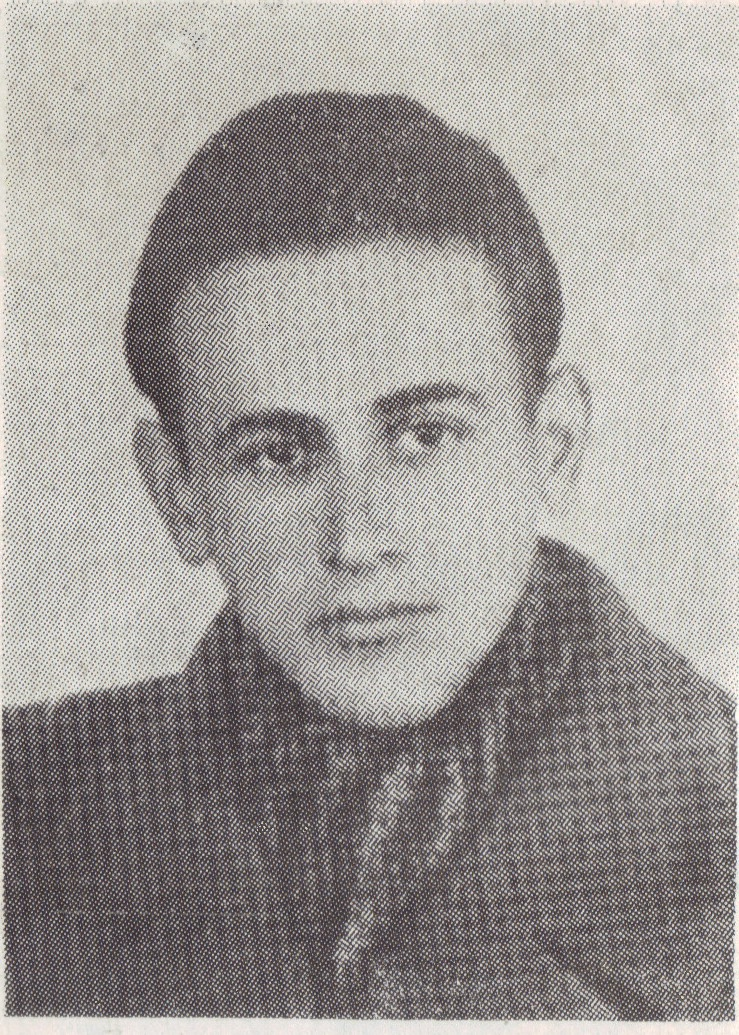
Пауль Целан.

#### «Артклуб» і «Віденська група»

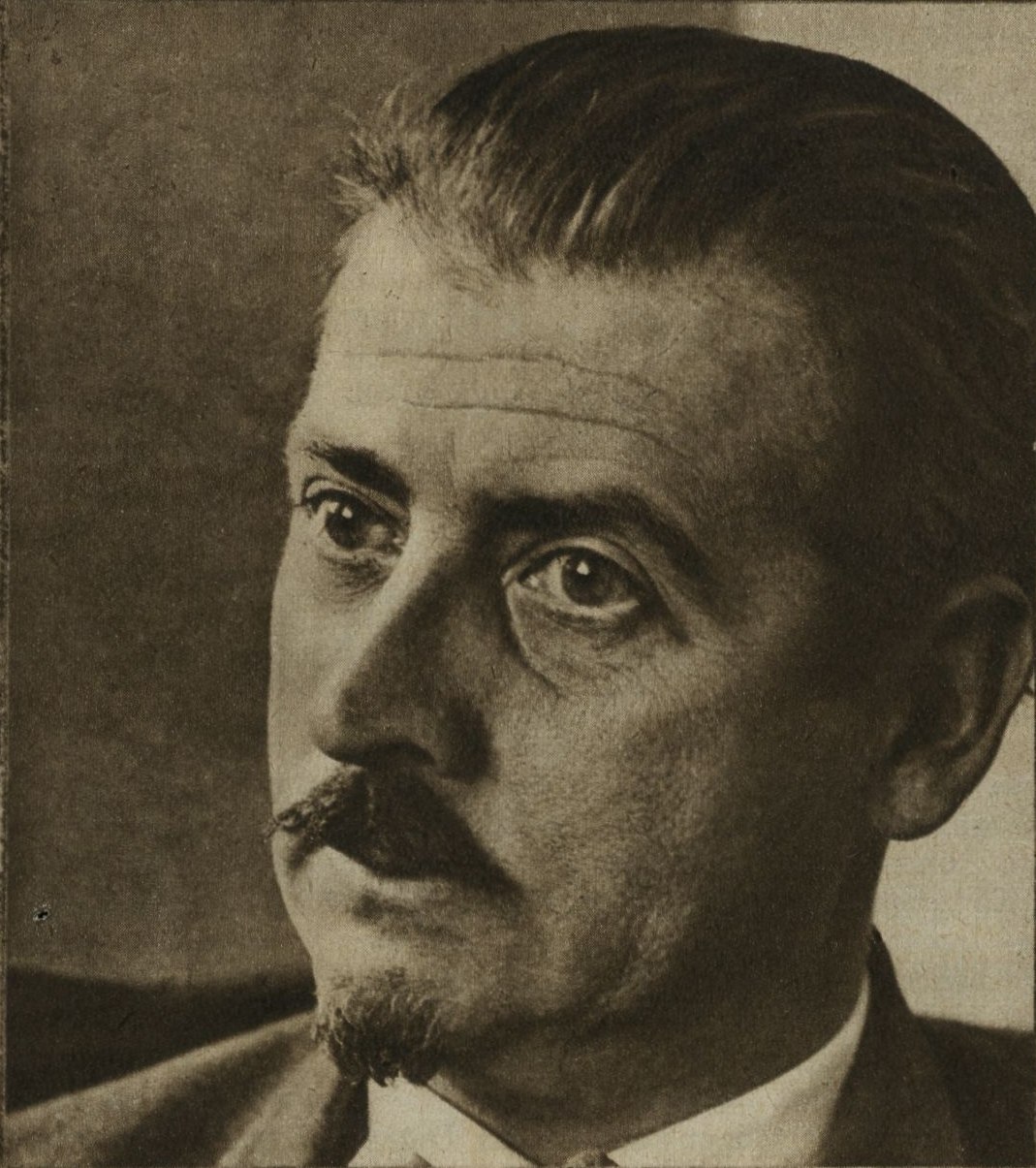
Альберт Паріс Ґютерсло.

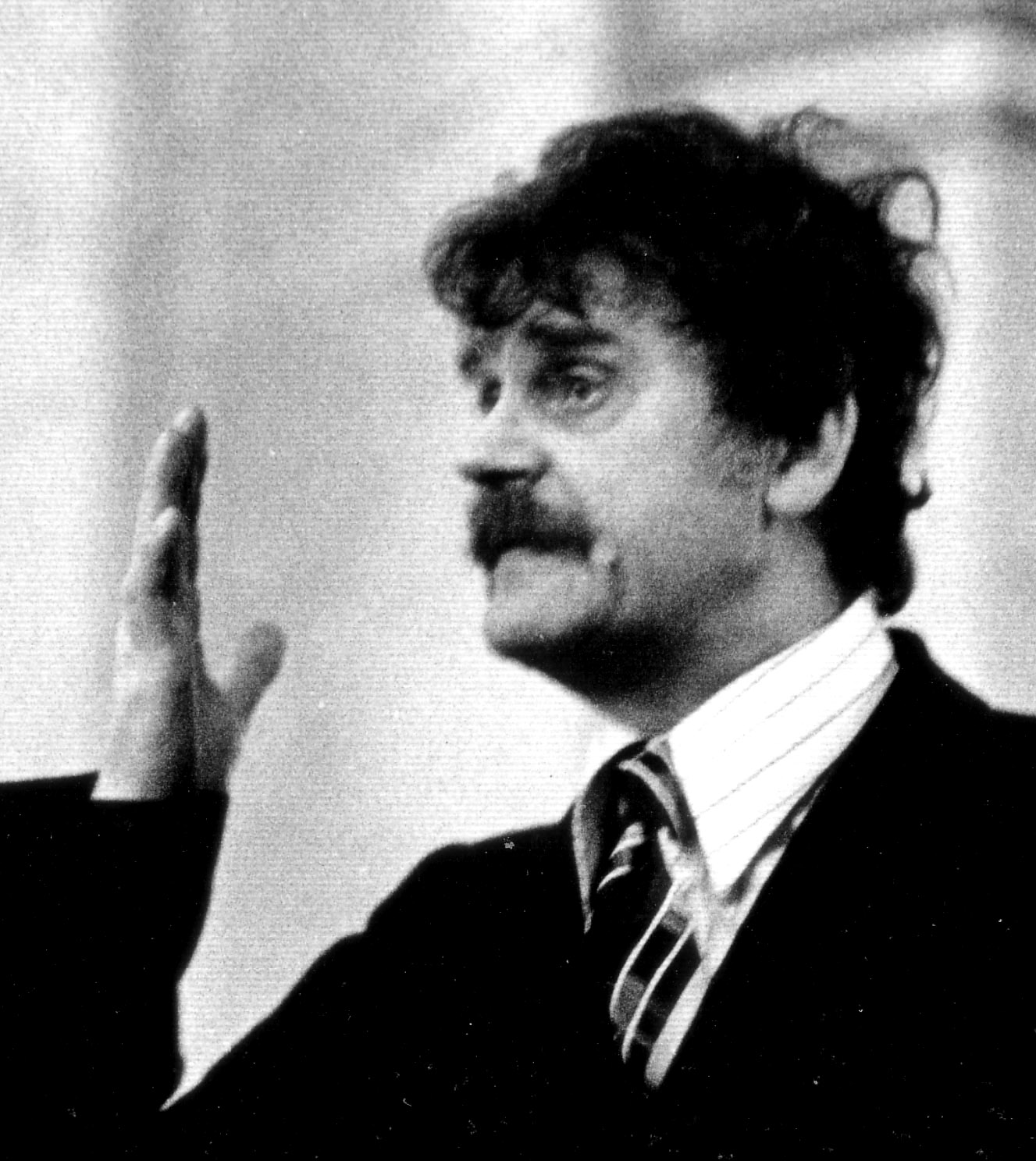
Ганс Карл Артманн.

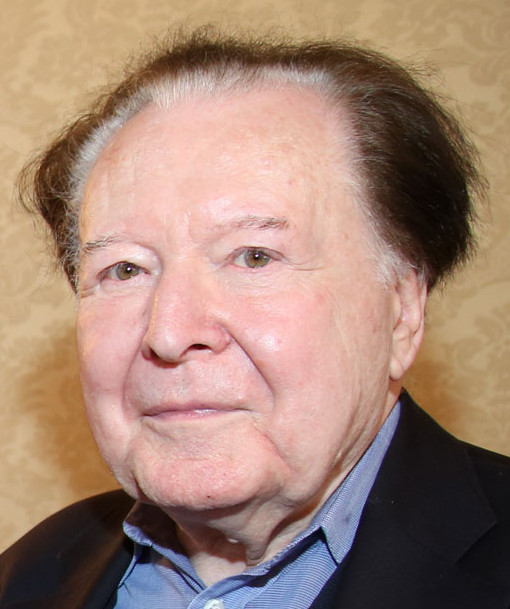
Ґергард Рюм.

#### Література з 1960-х років

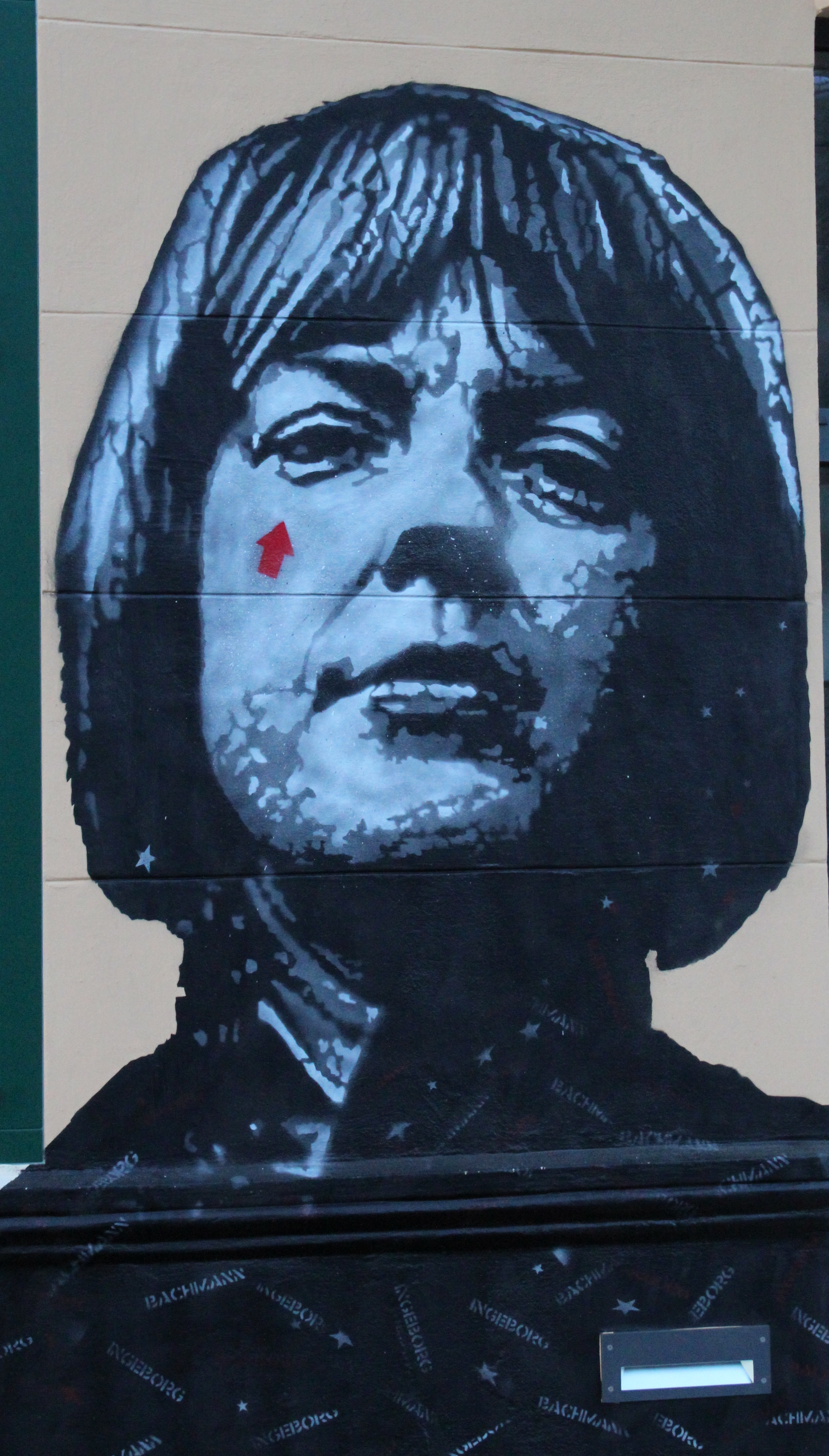
Інґеборґ Бахманн.

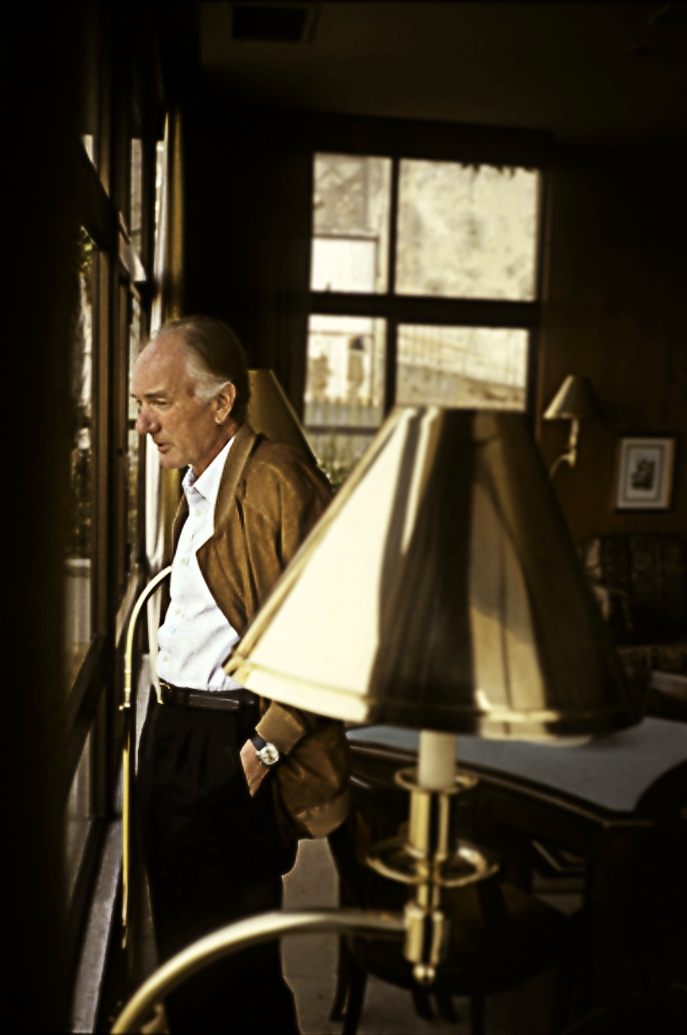
Томас Бернгард.

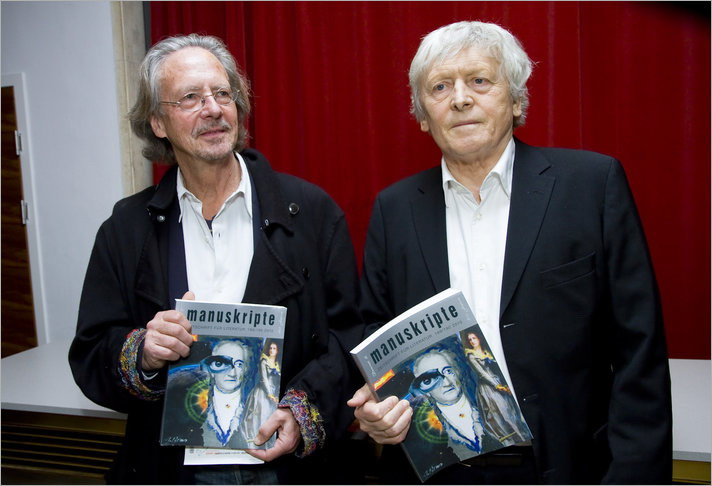
Петер Гандке і Альфред Коллеріч.

#### Сучасність

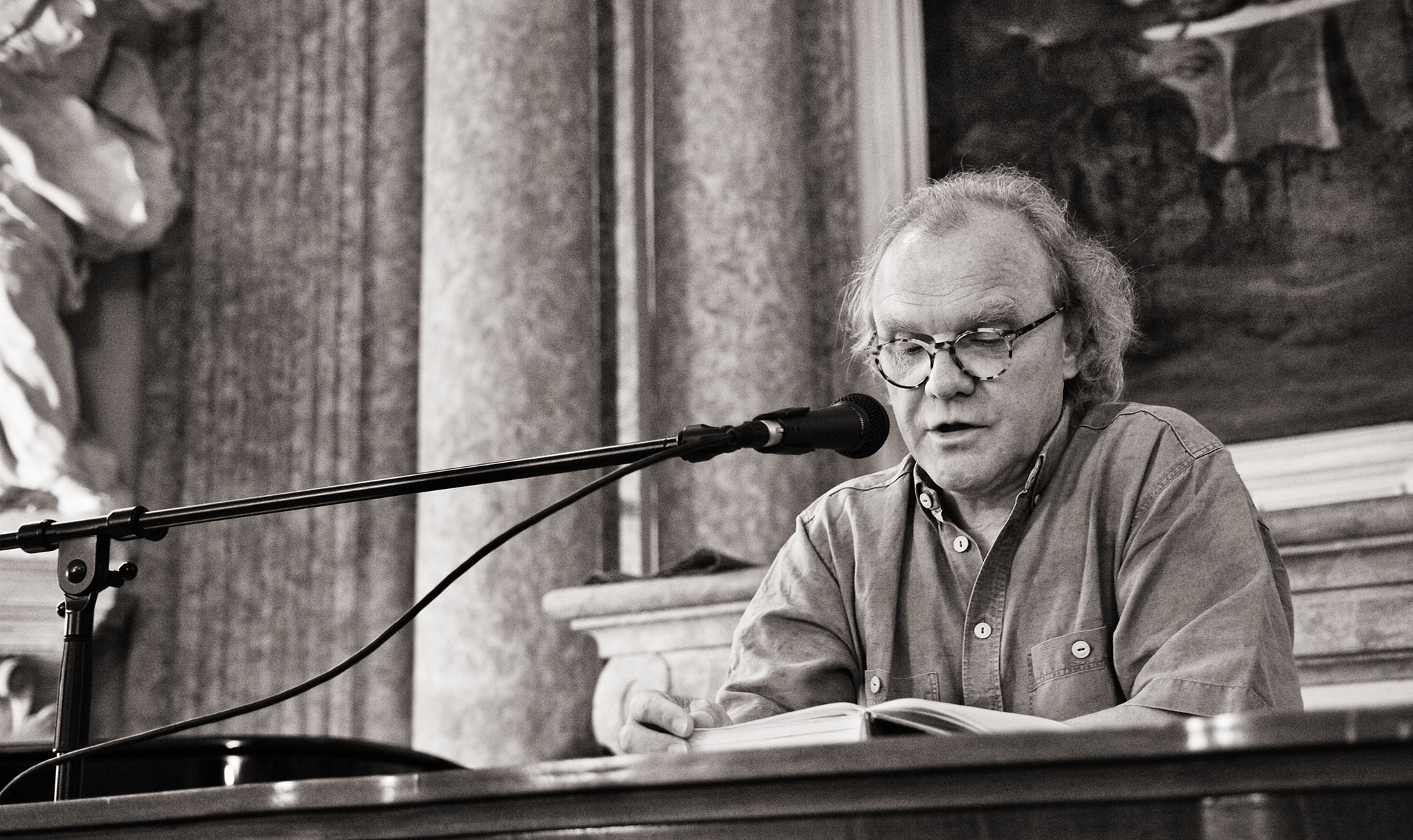
Міхаель Кельмаєр.

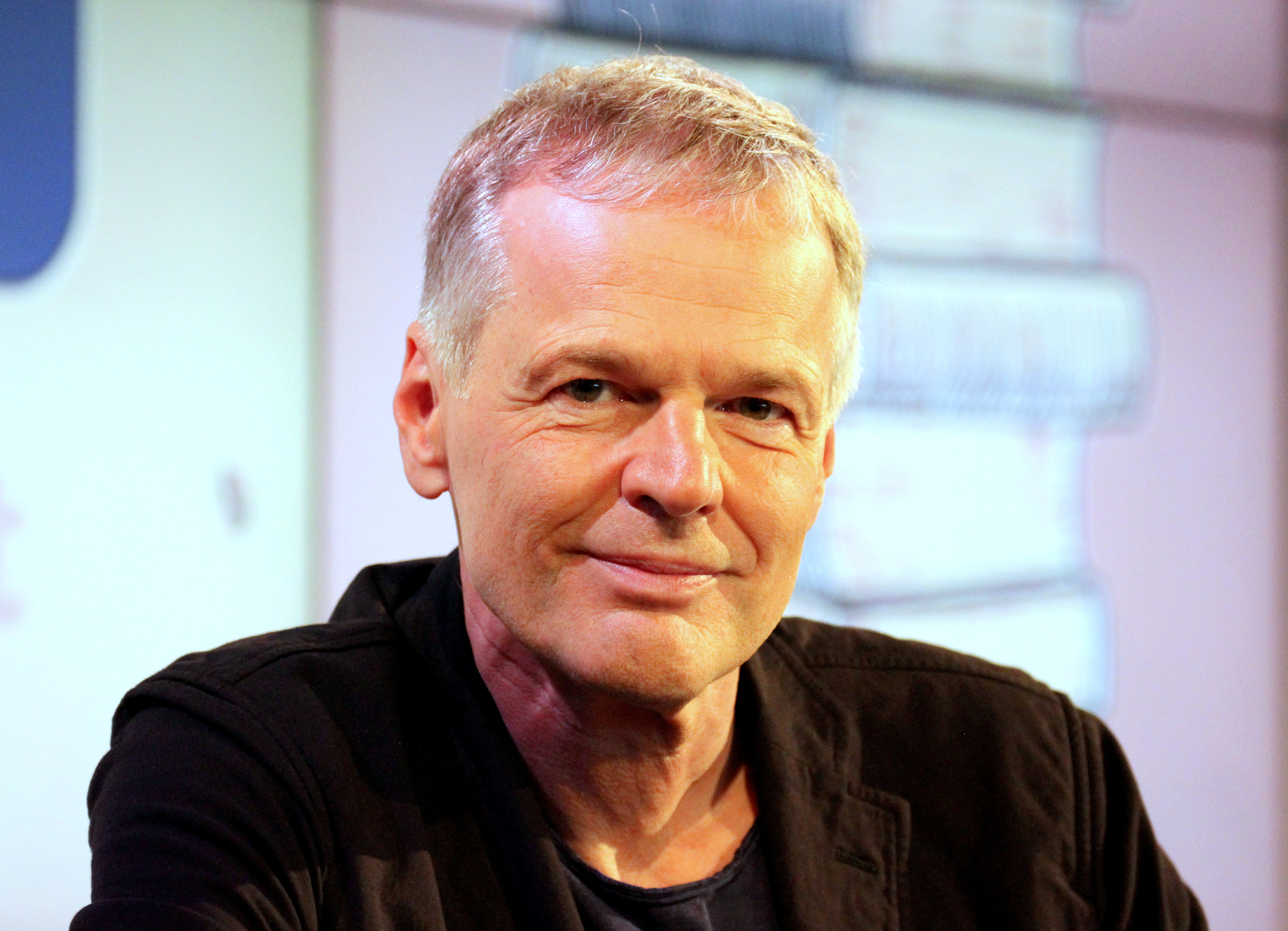
Вольф Гаас.

## Австрійські письменники — нобелівські лауреати

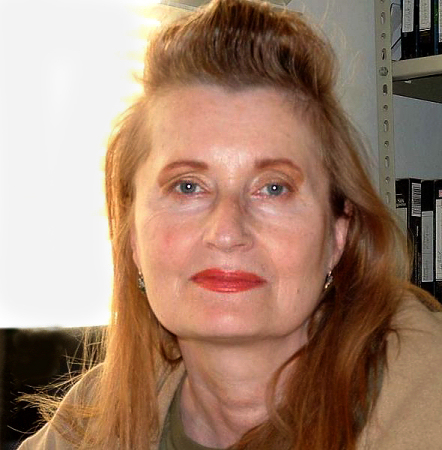
Ельфріде Єлінек.